# Marguerite de Grèce
Vous lisez un « bon article » labellisé en 2021.
Titre
Épouse du chef de la maison de Hohenlohe-Langenbourg
11 décembre 1950 – 11 mai 1960
(9 ans et 5 mois)
Marguerite ou Margarita de Grèce (en grec : Μαργαρίτα της Ελλάδας / Margaríta tis Elládas et en allemand : Margarita von Griechenland), princesse de Grèce et de Danemark puis, par son mariage, princesse de Hohenlohe-Langenbourg, est née le 18 avril 1905 à Athènes, en Grèce, et morte le 24 avril 1981 à Bad Wiessee, en Allemagne de l'Ouest. Belle-sœur de la reine Élisabeth II du Royaume-Uni, c'est une princesse gréco-allemande un temps liée au régime nazi.
Fille aînée d'André de Grèce et d'Alice de Battenberg, la princesse Marguerite passe une enfance heureuse entre Athènes et Corfou. Ses premières années sont cependant marquées par les guerres balkaniques (1912-1913), la Première Guerre mondiale (1914-1918) et la guerre gréco-turque (1919-1922). Pour l'enfant et ses proches, ces conflits ont des conséquences dramatiques puisqu'ils aboutissent à leur bannissement en Suisse (entre 1917 et 1920), puis en France et au Royaume-Uni (de 1922 à 1936). Durant leur exil, Marguerite et les siens dépendent de la générosité de leur parentèle étrangère, et notamment de Marie Bonaparte (qui leur offre un logement à Saint-Cloud) et d'Edwina Ashley (qui les soutient financièrement).
À la fin des années 1920, la mère de Marguerite est frappée d'une crise mystique qui conduit à son internement dans un hôpital psychiatrique suisse. Peu de temps après, en 1931, Marguerite épouse le prince héréditaire Gottfried de Hohenlohe-Langenbourg. Le couple s'installe alors au château de Weikersheim, où il fonde une famille nombreuse composée de quatre fils (les princes Kraft, Georges, Ruprecht et Albert) et d'une fille (la princesse Béatrice). Membres du parti nazi à partir de 1937, Gottfried et Marguerite utilisent leurs connexions familiales pour favoriser un rapprochement du Troisième Reich avec le Royaume-Uni, sans succès. Pendant les années 1930, le couple effectue par ailleurs plusieurs séjours à l'étranger. Il se rend notamment à New York, en 1934, pour y témoigner en faveur de Gloria Morgan Vanderbilt, ancienne fiancée de Gottfried, dans l'affaire qui l'oppose à sa belle-famille pour la garde de sa fille Gloria.
Ébranlée par la Seconde Guerre mondiale, qui divise sa parentèle en deux camps ennemis, Marguerite passe le conflit à Langenbourg, où elle ne subit guère de privations. La défaite de l'Allemagne et son occupation par les Alliés amènent de nouveaux bouleversements dans la vie de Marguerite et de Gottfried. Préservé des exactions soviétiques, qui causent la mort de plusieurs de ses cousins, le couple subit l'ostracisme de la famille royale britannique au moment du mariage du prince Philippe, petit frère de Marguerite, avec Élisabeth du Royaume-Uni (1947). Au fil des années, le couple est néanmoins réintégré dans la vie du gotha européen, comme l'illustrent son invitation et sa présence au couronnement d'Élisabeth II (1953) ou au mariage de Juan Carlos et Sophie (1962).
Devenue veuve en 1960, Marguerite est le témoin de l'incendie du château de Langenbourg en 1963. Ses dernières années sont marquées par les mariages de trois de ses fils, mais aussi par la disparition de plusieurs de ses proches, dont son fils Ruprecht, qui se suicide en 1978. La princesse meurt en 1981 et sa dépouille est enterrée au mausolée familial des Hohenlohe-Langenbourg.

## Famille
| Portrait d'un homme en uniforme militaire de couleur kaki.                              |  | Portrait assis d'une jeune femme portant une robe claire avec un large décolleté. |
| Portraits d'André de Grèce (1913) et d'Alice de Battenberg (1907) par Philip de László. |  |                                                                                   |

La princesse Marguerite est la fille aînée du prince André de Grèce (1882-1944) et de son épouse la princesse Alice de Battenberg (1885-1969). Par son père, elle est la petite-fille de Georges Ier de Grèce (1845-1913), roi des Hellènes (1863-1913), et de la grande-duchesse Olga Constantinovna de Russie (1851-1926) tandis que, par sa mère, elle descend du prince Louis de Battenberg (1854-1921), marquis de Milford Haven, et de la princesse Victoria de Hesse-Darmstadt (1863-1950). Marguerite a donc la particularité généalogique d'être à la fois l'arrière petite-fille du roi Christian IX de Danemark (1818-1906), surnommé le « beau-père de l'Europe », et l'arrière arrière petite-fille de la reine Victoria du Royaume-Uni (1819-1901), connue comme la « grand-mère de l'Europe ».
Marguerite a trois sœurs, les princesses Théodora (1906-1969), Sophie (1914-2001) et Cécile de Grèce (1911-1937), ainsi qu'un frère cadet, le prince Philippe (1921-2021), duc d'Édimbourg et époux de la reine Élisabeth II du Royaume-Uni (1926-2022).
Le 20 avril 1931, la princesse Marguerite épouse, à Langenbourg, le prince Gottfried de Hohenlohe-Langenbourg (1897-1960), fils aîné d'Ernest II de Hohenlohe-Langenbourg (1863-1950), 7e prince de Hohenlohe-Langenbourg (1913-1950) et régent du duché de Saxe-Cobourg-Gotha (1900-1905), et d'Alexandra de Saxe-Cobourg-Gotha (1878-1942), princesse de Saxe-Cobourg-Gotha et du Royaume-Uni.
De cette union naissent six enfants :
- N. de Hohenlohe-Langenbourg (1933-1933)[N 2].
- Kraft de Hohenlohe-Langenbourg (1935-2004), prince de Hohenlohe-Langenbourg, qui épouse, en 1965, la princesse Charlotte de Croÿ (1938), avant de divorcer, en 1990, et de se remarier, en 1992, à Irma Pospesch (1946) ;
- Béatrice de Hohenlohe-Langenbourg (1936-1997), princesse de Hohenlohe-Langenbourg, célibataire ;
- Georges de Hohenlohe-Langenbourg (1938-2021), prince de Hohenlohe-Langenbourg, qui s'unit, en 1969, à la princesse Louise de Schönbourg-Waldenbourg (1943) ;
- Ruprecht de Hohenlohe-Langenbourg (1944-1978), prince de Hohenlohe-Langenbourg, célibataire ;
- Albert de Hohenlohe-Langenbourg (1944-1992), prince de Hohenlohe-Langenbourg, qui épouse, en 1976, Maria-Hildegard Fischer (1933).

## Biographie

### Une enfance marquée par les guerres et l'exil

#### Entre la Grèce et l'étranger

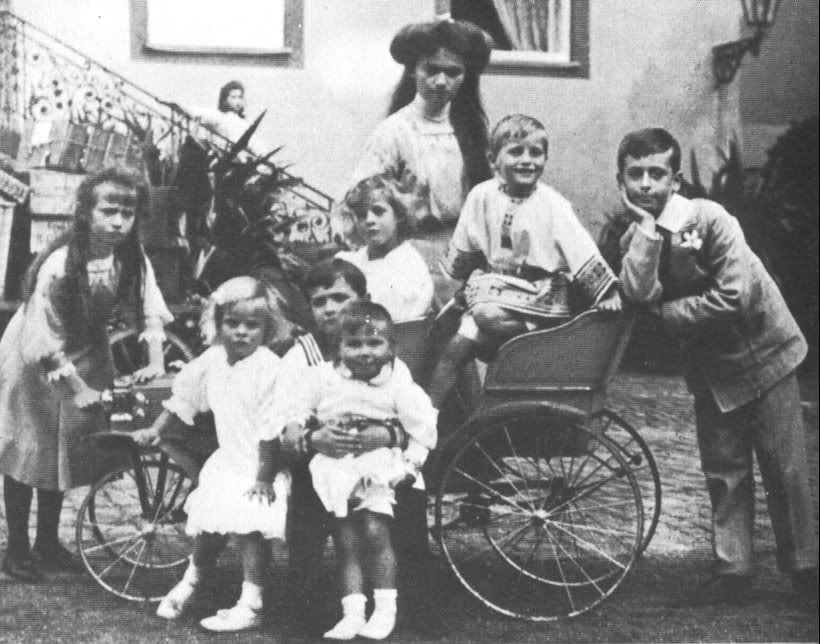
Marguerite (au milieu de la charrette) entourée de Maria de Russie (à gauche), Anastasia de Russie (dans l'escalier), Théodora de Grèce, Alexis de Russie, Louis de Hesse (devant), Olga de Russie (derrière), Georges-Donatus de Hesse et Louis de Battenberg (à droite), en 1909.

Fille aînée du prince André de Grèce et de la princesse Alice de Battenberg, la princesse Marguerite voit le jour au palais royal d'Athènes, le 18 avril 1905,. Contrairement à l'usage de l'époque, son père assiste à sa naissance car sa grand-mère, la reine des Hellènes Olga, estime que « ce n'est que justice que les hommes voient la souffrance qu'ils causent à leurs femmes et à laquelle ils échappent complètement ». Baptisée le 11 mai suivant en présence de ses grands-parents maternels, l'enfant grandit entourée des animaux de son père, au sein d'un foyer uni, qui s'élargit rapidement avec l'arrivée des princesses Théodora (née en 1906),, Cécile (née en 1911), et Sophie (née en 1914). Avec leur mère, Marguerite et ses sœurs communiquent en anglais, mais elles utilisent aussi le français, l'allemand et, bien sûr, le grec avec leurs proches et leurs gouvernantes. C'est d'ailleurs en grec et en anglais que les princesses sont scolarisées en premier.
La petite enfance de Marguerite est marquée par l'instabilité que connaît la Grèce au début du XXe siècle,. Las des attaques de la presse et de l'opposition, André et Alice trouvent refuge dans les voyages et effectuent de nombreux séjours en-dehors des frontières de leur pays. Avec leurs filles, ils séjournent ainsi au Royaume-Uni, en Allemagne, à Malte et en Russie, où ils retrouvent leur nombreuse parentèle : le roi Édouard VII de Grande-Bretagne (oncle d'André), le grand-duc Ernest-Louis de Hesse-Darmstadt (oncle d'Alice), la tsarine Alexandra Féodorovna de Russie (tante d'Alice et cousine d'André), le prince et la princesse de Battenberg (parents d'Alice), etc. Dès 1905, Marguerite est ainsi présentée à ses jeunes oncle et tante maternels, Louis (âgé de 5 ans) et Louise de Battenberg (âgée de 15 ans), avec lesquels elle et sa sœur Théodora deviennent, par la suite, très proches.
En 1909, survient le « coup de Goudi », un putsch militaire organisé contre le gouvernement du roi Georges Ier, grand-père de Marguerite. Peu après cet événement, le prince André et ses frères sont contraints à démissionner de l'armée. Préoccupés par l'évolution politique de leur pays, André et Alice trouvent une nouvelle fois refuge à l'étranger et séjournent en Grande-Bretagne, en France et en Hesse. Après avoir un temps envisagé l'exil, le couple revient vivre en Grèce, où naît sa troisième fille.

#### Des guerres balkaniques à la Première Guerre mondiale

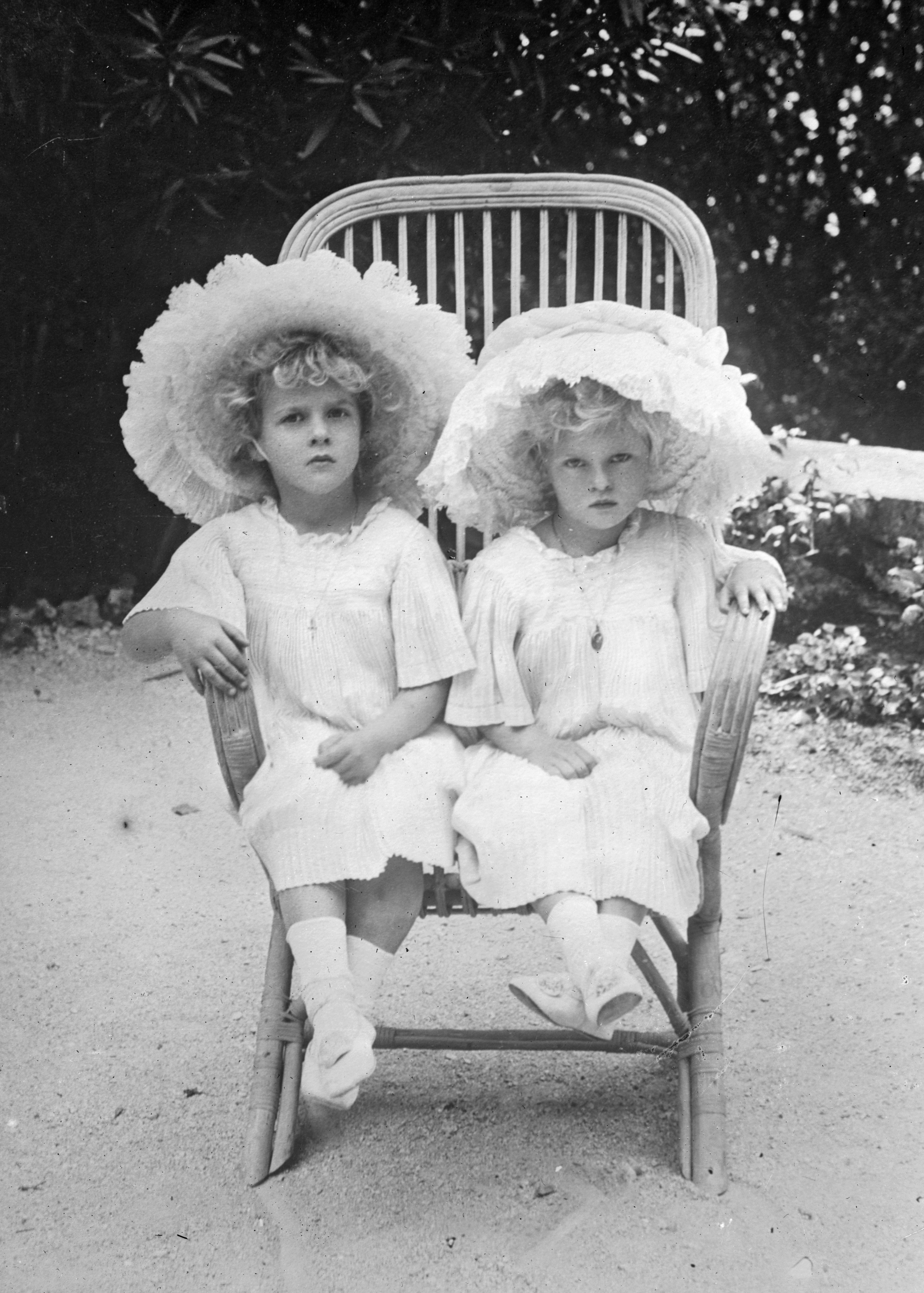
Marguerite et Théodora à Corfou (avril 1910).

En 1912-1913, la Grèce est engagée dans les guerres balkaniques, qui opposent successivement le pays à l'Empire ottoman et à la Bulgarie. Rappelé dans l'armée, le prince André sert dans l'état-major du diadoque Constantin tandis que la princesse Alice œuvre comme infirmière auprès des soldats blessés,. Trop jeunes pour suivre leurs parents, Marguerite et ses sœurs passent, quant à elles, la durée du conflit à Athènes, à l'exception d'un bref séjour à Thessalonique en décembre 1912. La Grèce sort des guerres balkaniques considérablement agrandie, mais le conflit aboutit aussi à la disparition de Georges Ier, assassiné en mars 1913,,. Or, la mort du roi des Hellènes provoque des changements importants dans la vie de Marguerite et de ses proches. Dans son testament, le souverain lègue en effet le palais corfiote de Mon Repos à André,. Après des années à vivre dans l'orbite du monarque, dans les palais d'Athènes et de Tatoï,, André et les siens accèdent donc finalement à leur propre résidence,.
La paix revenue, André, Alice et leurs filles repartent à l'étranger en août 1913. Après un passage en Allemagne, ils séjournent au Royaume-Uni, chez les grands-parents maternels de Marguerite. Pour les petites princesses, ce voyage est notamment l'occasion de visiter la cathédrale Saint-Paul et le zoo de Londres avec leurs parents. Rentrée en Grèce le 17 novembre, la famille est ensuite retenue dans le pays par la quatrième grossesse d'Alice puis, surtout, par le déclenchement de la Première Guerre mondiale. La Grèce ayant proclamé sa neutralité,, ce nouveau conflit ne touche d'abord guère Marguerite et ses proches. L'enfant et ses sœurs passent ainsi l'été 1914 à Corfou, où elles profitent du soleil et de la mer durant quatre mois.
Les choses changent à mesure que la guerre s'immisce dans la vie du pays. Stationné à Thessalonique avec sa garnison, André est ainsi confronté à l'occupation de la ville par les Alliés en octobre 1915,. Peu de temps après, en décembre, l'armée serbe en déroute trouve refuge à Corfou, conduisant Alice et ses filles à abandonner Mon Repos pour la capitale. Au fil des mois, les menaces contre les membres de la dynastie se multiplient. En juillet 1916, un incendie criminel frappe le domaine de Tatoï, alors que le roi s'y trouve avec son épouse et plusieurs de leurs enfants,,. De surcroît, le 1er décembre suivant, la marine française bombarde le palais royal d'Athènes, obligeant Marguerite et ses sœurs à se réfugier dans les caves avec leur mère,,.

#### L'exil suisse

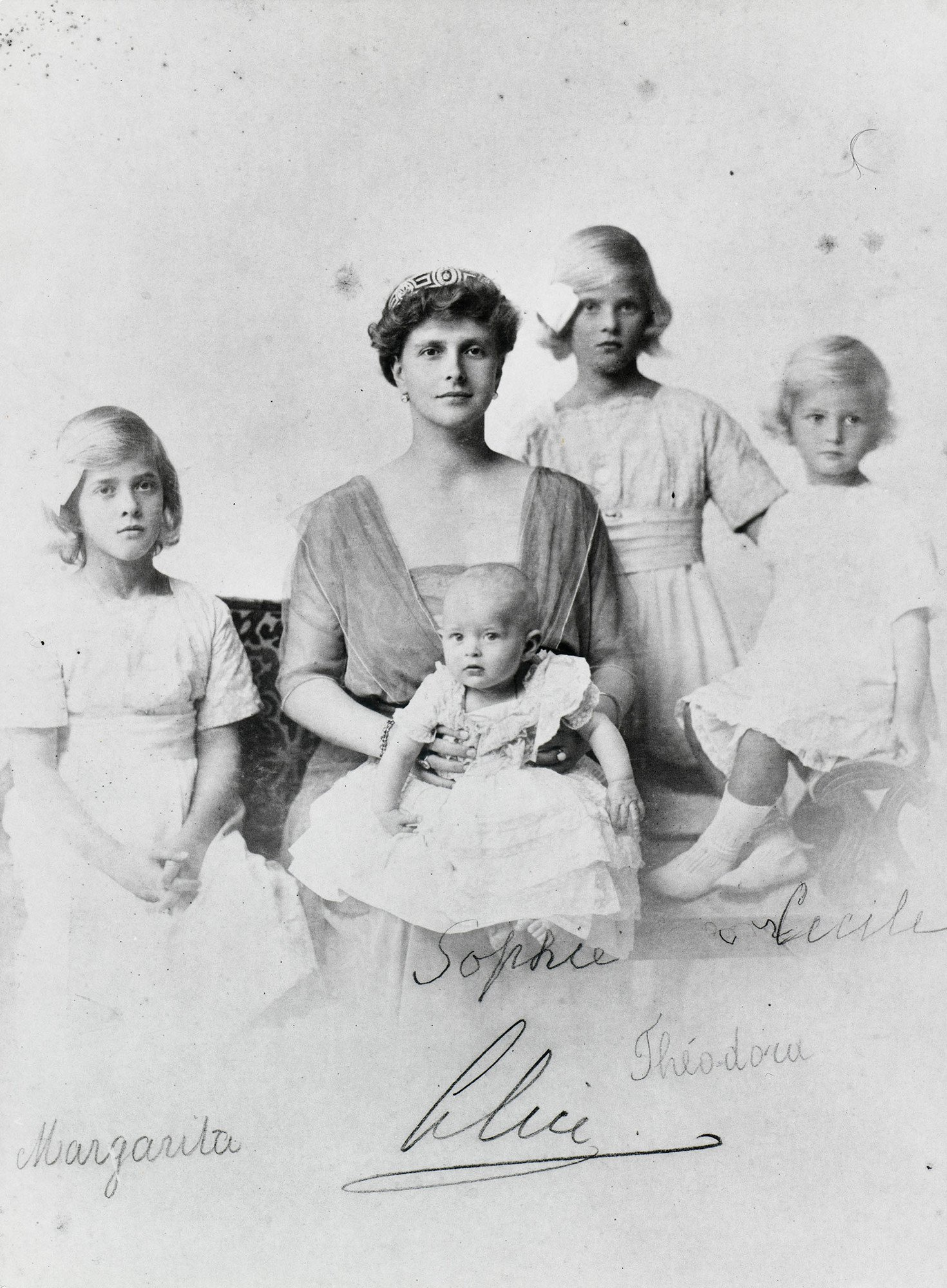
La princesse Alice de Battenberg entourée de ses quatre filles (1914).

En juin 1917, le roi Constantin Ier est finalement déposé et chassé de Grèce par les Alliés, qui le remplacent sur le trône par son deuxième fils, le jeune Alexandre Ier,. Quinze jours plus tard, la famille de Marguerite est à son tour poussée à l'exil afin de soustraire le nouveau monarque de toute influence de ses proches,. Contraint à résider en Suisse alémanique, le petit groupe séjourne d'abord dans un hôtel de Saint-Moritz,, avant de s'établir à Lucerne, où il vit dans l'incertitude de l'avenir.
L'exil n'est cependant pas la seule source d'inquiétude pour la famille. Avec la chute de l'Empire tsariste en 1917, plusieurs parents de Marguerite sont assassinés en Russie. C'est notamment le cas de deux de ses oncles paternels (les grands-ducs Paul Alexandrovitch et Georges Mikhaïlovitch), d'un de ses grands-oncles paternels (le grand-duc Dimitri Constantinovitch) et de deux de ses grands-tantes maternelles (la tsarine Alexandra et la grande-duchesse Élisabeth),. Peu de temps après ces événements, la famille grand-ducale de Hesse, à laquelle Marguerite est étroitement apparentée par sa mère, est renversée en même temps que toutes les autres dynasties allemandes au cours de l'hiver 1918-1919. Finalement, les exilés grecs traversent quelques problèmes de santé, plusieurs d'entre eux contractant la grippe en 1920.
Début 1919, Marguerite a néanmoins la joie de retrouver sa grand-mère paternelle, la reine douairière Olga, épargnée par les Bolcheviks grâce à l'intervention de la diplomatie danoise,,. Dans les mois qui suivent, la petite fille renoue, par ailleurs, avec ses grands-parents maternels, que la guerre a obligés à abandonner le nom de Battenberg pour celui de Mountbatten. Pour l'adolescente, qui forme désormais un tandem avec sa sœur puînée Théodora, l'exil n'est donc pas uniquement synonyme de nostalgie, : c'est aussi l'occasion de longues réunions familiales et de promenades en montagne.

### Une longue période d'errance et de célibat

#### Un bref retour en Grèce
Le 2 octobre 1920, le roi Alexandre Ier, cousin de Marguerite, est mordu par un singe domestique lors d'une promenade à Tatoï. Mal soigné, il contracte une septicémie, qui l'emporte le 25 octobre, sans qu'aucun membre de sa famille ne soit autorisé à se rendre à son chevet,. La mort du souverain provoque alors une violente crise institutionnelle en Grèce. Déjà englué, depuis 1919, dans une nouvelle guerre contre la Turquie, le Premier ministre Elefthérios Venizélos perd les élections législatives de novembre 1920. Humilié, l'homme politique crétois se retire à l'étranger tandis qu'un référendum rappelle Constantin Ier sur le trône.

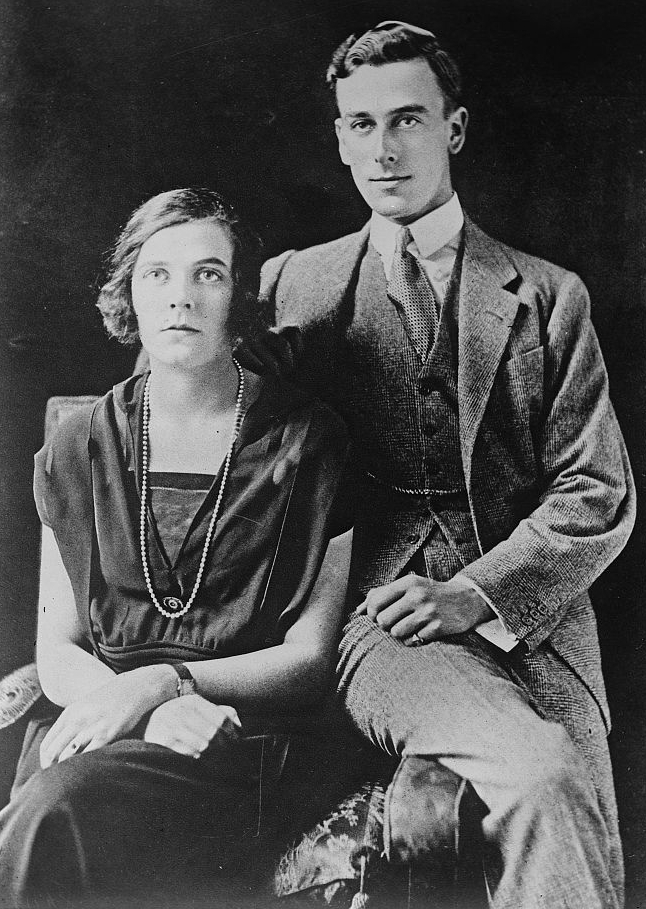
Louis et Edwina Mountbatten vers 1922.

Le prince André ayant été reçu triomphalement à Athènes le 23 novembre 1920, son épouse et ses quatre filles le rejoignent quelques jours plus tard. Marguerite revient alors vivre à Corfou avec les siens. Dans le même temps, la princesse Alice découvre qu'elle est à nouveau enceinte. Le 10 juin 1921, la famille s'agrandit donc encore avec la venue au monde du prince Philippe, futur duc d'Édimbourg. La joie qui entoure cette naissance est cependant obscurcie par l'absence du prince André, qui a rejoint les forces grecques en Asie mineure. Malgré l'inquiétude liée à la guerre, Marguerite et ses sœurs profitent de la vie à Mon Repos, où elles reçoivent la visite de leur grand-mère maternelle et de leur tante Louise au printemps 1922. Dans le parc du palais, construit sur un cimetière antique, les princesses s'adonnent à l'archéologie et découvrent quelques poteries, des pièces en bronze et des ossements.
Durant cette période, Marguerite et ses sœurs participent aussi, pour la première fois, aux grands événements mondains qui ponctuent la vie des familles royales. En mars 1921, les princesses assistent ainsi, à Athènes, au mariage de leur cousine Hélène de Grèce avec le prince héritier Carol de Roumanie. Surtout, en juillet 1922, elles se rendent au Royaume-Uni pour être demoiselles d'honneur lors des noces de leur oncle Louis Mountbatten avec la richissime Edwina Ashley,.
La défaite militaire de la Grèce face à la Turquie et les troubles politiques qu'elle occasionne bouleversent cependant la vie de Marguerite et de sa famille. En septembre 1922, Constantin Ier abandonne définitivement le trône au profit de son fils aîné, Georges II,. Un mois plus tard, le prince André est arrêté avant d'être jugé par un tribunal militaire, qui le déclare responsable de la défaite de la Sakarya. Sauvé de l'exécution par l'intervention des chancelleries étrangères, le prince est condamné au bannissement et à la dégradation. Après une brève halte à Corfou, où est organisée la destruction des papiers de la famille, le prince et ses proches quittent précipitamment la Grèce à bord du HMS Calypso début décembre 1922,,.

#### Une exilée à la recherche d'un époux
Après un périple de plusieurs semaines, qui les mène successivement en Italie, en France et au Royaume-Uni, Marguerite, ses parents et ses frère et sœurs s'installent à Saint-Cloud, en 1923. Logés dans une maison attenante à celle de la princesse Marie Bonaparte (épouse de Georges de Grèce), au no 5 de la rue du Mont-Valérien, les princes hellènes dépendent, durant sept ans, de la générosité de celle-ci,, et de deux autres tantes de Marguerite : d'abord Nancy Stewart (épouse de Christophe de Grèce), puis surtout Edwina Ashley (épouse de Louis Mountbatten),. Marie Bonaparte finance ainsi les études de ses neveux, tandis qu'Edwina Ashley prend l'habitude d'offrir à ses nièces ses vêtements « usagés »,. De fait, les parents des adolescentes n'ont plus guère de revenus et les enfants sont les témoins réguliers de leurs problèmes d'argent et de leur difficulté à maintenir une maison dont les domestiques aux origines diverses passent leur temps à se quereller.

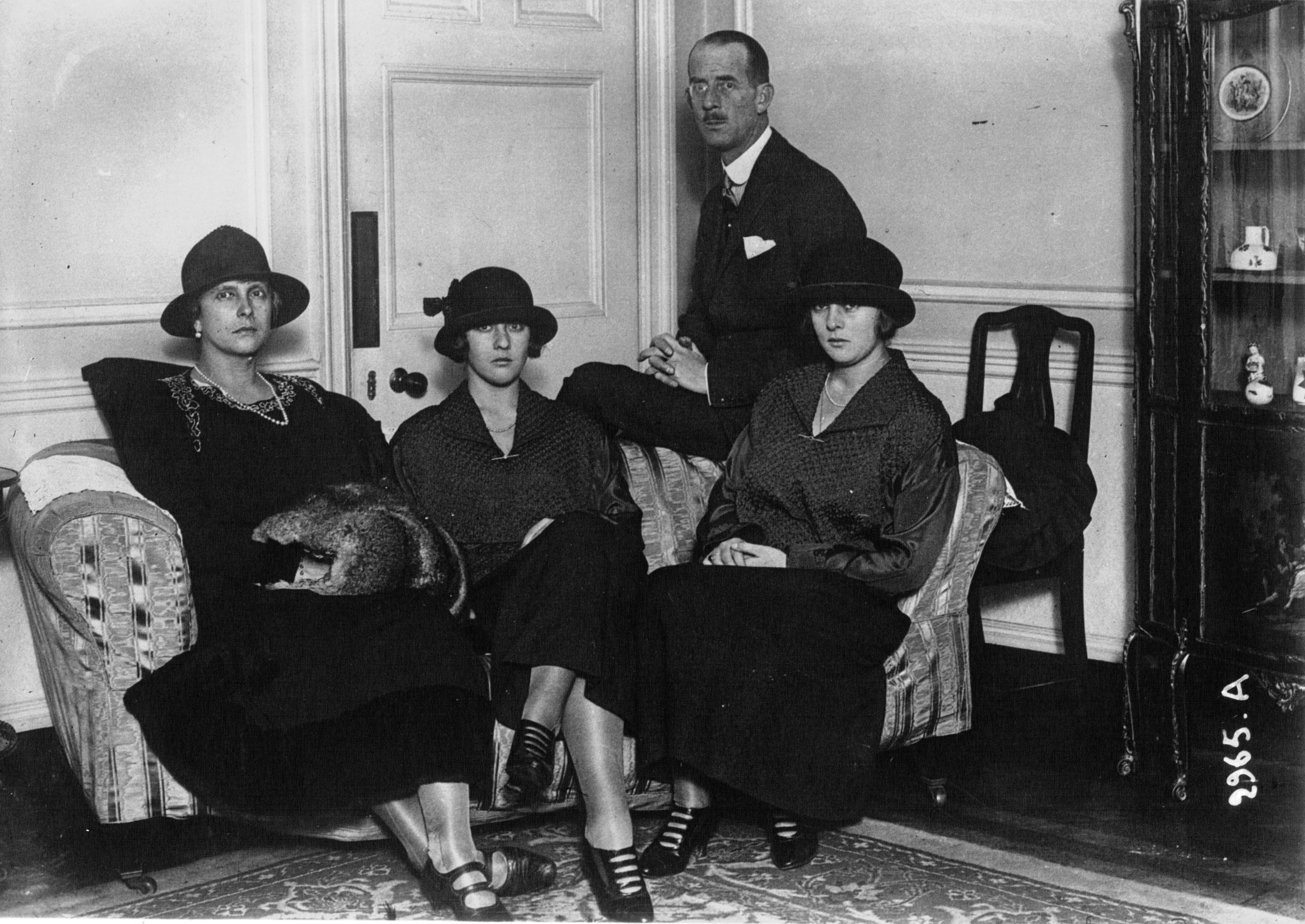
Alice, Théodora, André et Marguerite de Grèce, en 1922.

Déchues de leur nationalité grecque après la proclamation de la République hellénique (en mars 1924), Marguerite et sa famille reçoivent des passeports danois de leur cousin le roi Christian X,. Désormais en âge de se marier, la princesse et sa sœur Théodora quittent régulièrement la France pour la Grande-Bretagne, où elles résident chez leur grand-mère maternelle, la marquise de Milford Haven,. Avec leur tante Louise, qui remplace de plus en plus leur mère dans son rôle de chaperonne et de confidente, les deux jeunes filles assistent à la plupart des divertissements qui marquent la vie de la bonne société britannique durant les années 1920 : bals et thés dansants, anniversaires princiers et garden parties à Buckingham, matchs de criquets et courses de chevaux, etc. Les deux princesses profitent également de leurs séjours londoniens pour rendre visite à leur nombreuse parentèle, comme leur grand-mère paternelle, la reine Olga Constantinovna de Russie, qui est l'hôte régulière de la reine Alexandra à Sandringham. Cependant, l'absence de fortune des jeunes filles et leur situation d'exilées n'attirent guère les prétendants, ce qui n'est pas sans préoccuper leur mère,.
Durant l'été 1926, Marguerite fait la connaissance du prince François-Ferdinand d'Isembourg-Birstein, fils aîné du prince François-Joseph d'Isembourg-Birstein, à l'occasion d'un séjour à Tarasp avec son oncle, le grand-duc Ernest-Louis de Hesse. Les deux jeunes gens se plaisent et leurs familles se rencontrent au début de l'année suivante. Marguerite est alors enchantée par son prétendant et par la région où il habite. Cependant, François-Ferdinand est de confession catholique et la princesse refuse d'abandonner l'orthodoxie, ce qui met bientôt un terme à leur idylle,. Ainsi, en 1930, ni Marguerite ni Théodora n'ont encore trouvé de fiancé. Cela ne les empêche pas de se réjouir du sort de leur tante Louise lorsque celle-ci est demandée en mariage par le futur Gustave VI Adolphe de Suède, en juin 1923.

#### L'internement de la princesse Alice et le mariage des petites sœurs de Marguerite

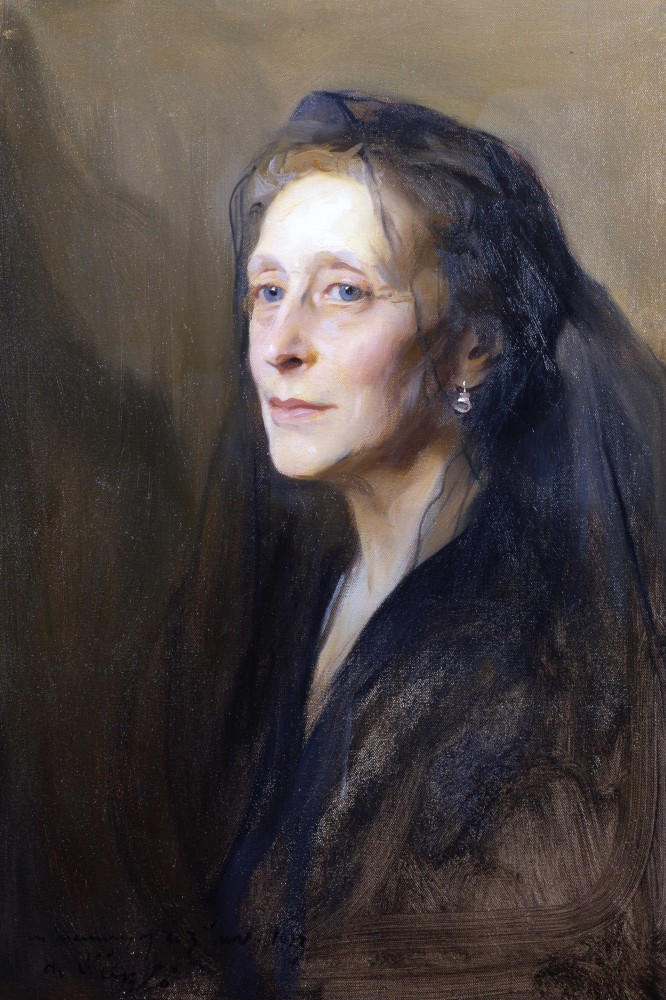
Victoria de Hesse-Darmstadt, marquise de Milford Haven, par Philip de László (1937).

Marguerite, Théodora et Philippe passent l'été 1928 en Roumanie. Invités par la princesse Hélène de Grèce, dont le fils Michel Ier a le même âge que Philippe, les deux jeunes filles et leur petit frère séjournent plusieurs semaines à Sinaïa,. À l'époque, le régent Nicolas de Roumanie est encore célibataire et Hélène aimerait le voir épouser l'une de ses proches, mais ses projets pour son beau-frère n'aboutissent à rien.
Quelques mois après ce voyage, Alice de Battenberg commence à souffrir de problèmes psychologiques. Frappée par une crise mystique, la princesse se persuade qu'elle possède des pouvoirs de guérison et qu'elle reçoit des messages divins au sujet de maris potentiels pour ses filles. Elle se prend ensuite pour une sainte et se déclare bientôt la fiancée de Jésus. Désemparé par la situation, le prince André prend finalement la décision de faire interner son épouse, avec l'accord de la marquise de Milford Haven. Il profite alors du séjour de sa famille à Darmstadt, en Allemagne, en avril 1930, pour envoyer Alice dans un hôpital psychiatrique situé à Kreuzlingen, en Suisse.
Alors que leur famille se désagrège et que leur père abandonne le foyer clodoaldien pour s'installer sur la côte d'Azur avec sa maîtresse,,,, les deux plus jeunes sœurs de Marguerite se marient successivement à des princes allemands,, : Sophie avec le prince Christophe de Hesse-Cassel (en décembre 1930) et Cécile avec le grand-duc héréditaire Georges-Donatus de Hesse-Darmstadt (en février 1931). Après des années de célibat, Marguerite et Théodora ne tardent pas à convoler à leur tour.

### Installation en Allemagne et séjours à l'étranger

#### Entre vie familiale et adhésion au nazisme

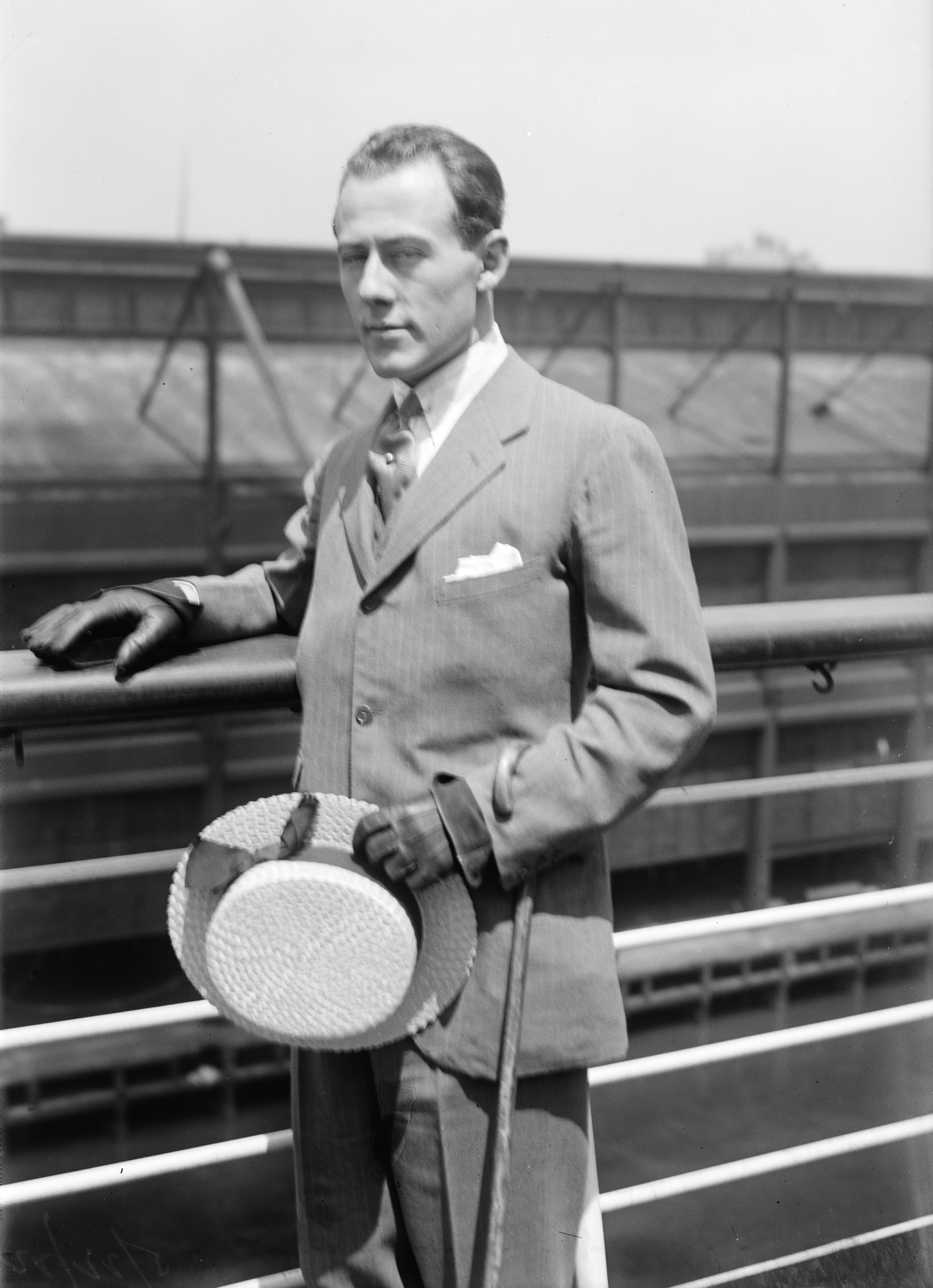
Le prince Gottfried de Hohenlohe-Langenbourg vers 1926.

En 1930, Marguerite a 25 ans lorsqu'elle fait la connaissance de Gottfried « Friedel » de Hohenlohe-Langenbourg, prince héréditaire de Hohenlohe-Langenbourg, qui descend comme elle de la reine Victoria du Royaume-Uni,. Issu de la maison de Hohenlohe, dont les états ont été médiatisés au début du XIXe siècle, le prince est l'héritier d'une fortune confortable, composée de châteaux, de terres agricoles et de forêts. Rapidement, Marguerite et Gottfried tombent amoureux et s'unissent le 20 avril 1931. Organisées au château de Langenbourg, leurs noces donnent lieu à une double cérémonie religieuse, luthérienne et orthodoxe. Elles sont l'occasion d'une grande réunion familiale, à laquelle Alice de Battenberg ne  peut participer. Parmi les nombreux invités, on compte la reine douairière Marie de Roumanie et la grande-duchesse Victoria Féodorovna de Russie (tantes du marié) ainsi que le prince Georges de Grèce et la princesse royale Louise de Suède (oncle et tante de la mariée).
Une fois leurs épousailles célébrées, Marguerite et Gottfried s'installent au château de Weikersheim, situé non loin de la ville de Langenbourg. Après une fausse-couche en 1933 et jusqu'à la Seconde Guerre mondiale, Marguerite donne naissance à trois enfants : Kraft (en 1935), Béatrice (en 1936) et André (en 1938),. Préoccupée par le sort de sa mère, Marguerite lui rend plusieurs fois visite à Kreuzlingen, et leurs retrouvailles sont alors remplies d'émotions. Cependant, Alice en veut à ses proches de l'avoir faite interner et, une fois sortie de l'hôpital en 1933, elle fait connaître son désir de rester éloignée de sa famille : quatre années s'écoulent ainsi avant qu'elle mette fin à son exil volontaire. La réconciliation de la princesse et de ses enfants survient finalement en 1937 et Marguerite revoit, pour la première fois, sa mère, en juillet. Quelques mois plus tard, en novembre, Cécile de Grèce trouve la mort dans un accident d'avion et la famille se réunit pour ses funérailles à Darmstadt,.
Quand elle ne s'occupe pas de ses proches, Marguerite s'investit dans les œuvres de bienfaisance, ce qui lui vaut bientôt l'estime des habitants de l'ancienne principauté de Hohenlohe-Langenbourg. Comme plusieurs membres de son entourage,, Marguerite adhère au parti national-socialiste en même temps que son époux le 1er mai 1937,. Par la suite, le couple utilise ses connexions familiales pour favoriser le rapprochement du Troisième Reich et du Royaume-Uni,. Enrôlé dans la Wehrmacht, Gottfried participe également à l'Anschluss en 1938.

#### L'affaire Gloria Vanderbilt

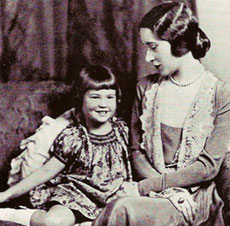
Gloria Morgan Vanderbilt et sa fille (vers 1928).

En octobre 1934, Gottfried et Marguerite se rendent à New York pour y témoigner en faveur de Gloria Morgan Vanderbilt dans le procès qui l'oppose à sa belle-famille pour la garde de sa fille Gloria Vanderbilt,,.
Quelques années avant son mariage avec Marguerite, Gottfried a en effet entretenu une liaison avec la richissime veuve américaine, qu'il a même failli épouser avec la bénédiction de ses parents,,. De son côté, Marguerite a fréquenté Gloria Morgan Vanderbilt chez sa tante Nadejda de Torby, épouse de Georges Mountbatten. Or, la belle-famille de Gloria Morgan Vanderbilt l'accuse d'avoir délaissé sa fille en menant une vie dissolue avec Gottfried en Europe. Elle soupçonne en outre la jeune femme d'avoir entretenu une relation saphique avec Nadejda de Torby. Marguerite a donc tout intérêt à laver l'honneur de sa famille en participant au procès avec son époux,.
En dépit des témoignages du prince et de la princesse de Hohenlohe-Langenbourg, qui certifient la moralité de leur amie devant la presse comme devant la barre, Gloria Morgan Vanderbilt perd finalement le procès. Sa fille est alors confiée à la garde de sa tante paternelle, Gertrude Vanderbilt Whitney, jusqu'à sa majorité. De leur côté, Gottfried et Marguerite quittent les États-Unis début novembre pour assister au mariage de Marina de Grèce, cousine de la princesse, avec le duc de Kent à Londres.

#### Voyage en Grèce

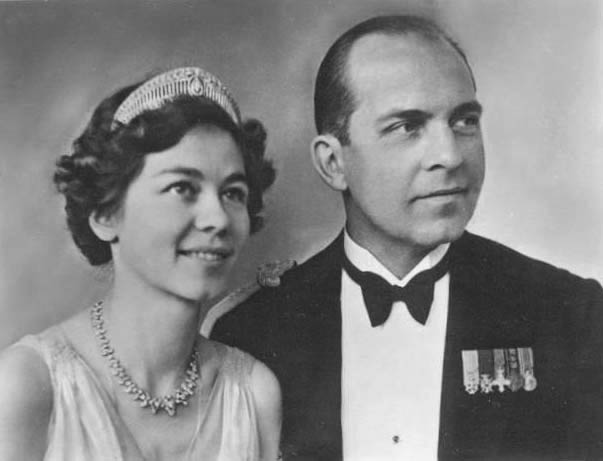
Frederika de Hanovre et Paul de Grèce (1938).

Tandis que l'Allemagne sombre dans la dictature à partir de 1933, la République hellénique est renversée par le général Kondylis en octobre 1935. Un mois plus tard, le roi Georges II, cousin de Marguerite, est rappelé sur le trône après un référendum,,.
Début 1936, la sentence de bannissement émise contre le prince André en 1922 est levée, ce qui lui permet de séjourner à nouveau dans son pays,. Cible régulière de la presse hellène, le prince fait cependant le choix de rester vivre à l'étranger durant l'essentiel de l'année. Éloignée de son époux depuis son internement, la princesse Alice fait quant à elle le choix de rentrer vivre à Athènes, où elle s'installe en novembre 1938.
Entre-temps, Marguerite est, elle aussi, revenue séjourner en Grèce avec Gottfried à l'occasion du mariage du diadoque Paul avec la princesse Frederika de Hanovre, en janvier 1938,,.

### La Seconde Guerre mondiale et ses conséquences

#### Une famille écartelée par la guerre

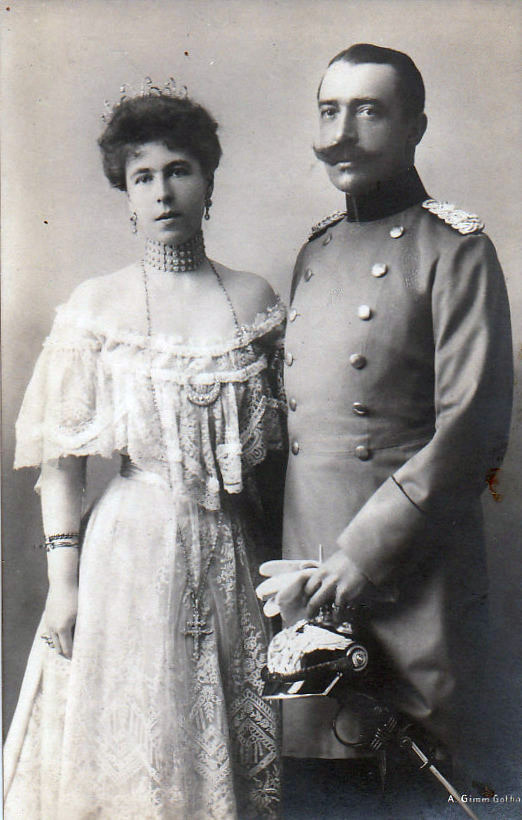
Alexandra et Ernest II de Hohenlohe-Langenbourg (1900), beaux-parents de Marguerite.

Le déclenchement de la Seconde Guerre mondiale affecte grandement Marguerite, dont la famille se retrouve divisée par le conflit. Tandis que son époux et ses beaux-frères Christophe de Hesse-Cassel et Berthold de Bade s'engagent dans les rangs allemands, son frère Philippe de Grèce combat dans la marine britannique. L'invasion et l'occupation de la France par l'Allemagne bloquent en outre André de Grèce sur la côte d'Azur et les contacts avec lui deviennent très difficiles. Quant à la princesse Alice de Battenberg, elle refuse de quitter la Grèce au moment de son invasion et passe l'essentiel du conflit à Athènes, même si elle parvient à rendre quelques visites à ses filles en 1940, en 1942 et en 1944,,.
Marguerite passe la durée du conflit avec ses enfants à Langenbourg, une petite ville éloignée des zones de combats et où la famille ne souffre guère de privations,,. Elle y donne naissance à des jumeaux, les princes Ruprecht et Albert, le 7 avril 1944. Le parcours de Gottfried pendant cette période est beaucoup plus nébuleux. D'après le biographe espagnol Ricardo Mateos Sainz de Medrano, le prince de Hohenlohe-Langenbourg est blessé durant des combats à Amiens pendant la campagne de France et il passe le reste du conflit avec sa famille à Langenbourg. Cependant, pour le biographe britannique Hugo Vickers, Gottfried n'est qu'officier de réserve à cette époque et il passe l'été 1940 en Bohême avec son épouse. Une rumeur répandue par certains titres de la presse anglo-saxonne, mais infirmée par tous les historiens qui travaillent sur le complot organisé contre Hitler en 1944, soutient que Gottfried passe la guerre sur le front de l'Est, où il est blessé, jusqu'à son renvoi de l'armée en 1944 à cause de sa participation à la tentative d'assassinat contre le Führer,,, cette participation n'étant attestée par aucun spécialiste du sujet. Plus crédible est donc la version donnée par le Hohenloher Tagblatt dans un article consacré au prince en 2010 : grièvement blessé sur le front de l'Est, où il commande une unité de reconnaissance jusqu'en 1944, Gottfried est démis de l'armée à la suite du « décret sur les personnes internationalement connectées ». De retour à Langenbourg, le prince transforme le château familial en hôpital, avant d'y accueillir des réfugiés.
Quoi qu'il en soit, la période de guerre amène son lot de deuils dans la famille de Marguerite. En avril 1942, sa belle-mère, la princesse Alexandra de Saxe-Cobourg-Gotha, meurt à Schwäbisch Hall après une longue maladie. Un peu plus d'un an plus tard, en octobre 1943, Christophe de Hesse-Cassel, l'époux de Sophie de Grèce, trouve la mort dans un accident d'avion alors qu'il survole les Apennins,,. Enfin, en décembre 1944, le prince André de Grèce meurt à Monaco sans avoir pu revoir ses enfants,,.

#### L'Après-guerre et la mise à l'écart des sœurs de Philippe

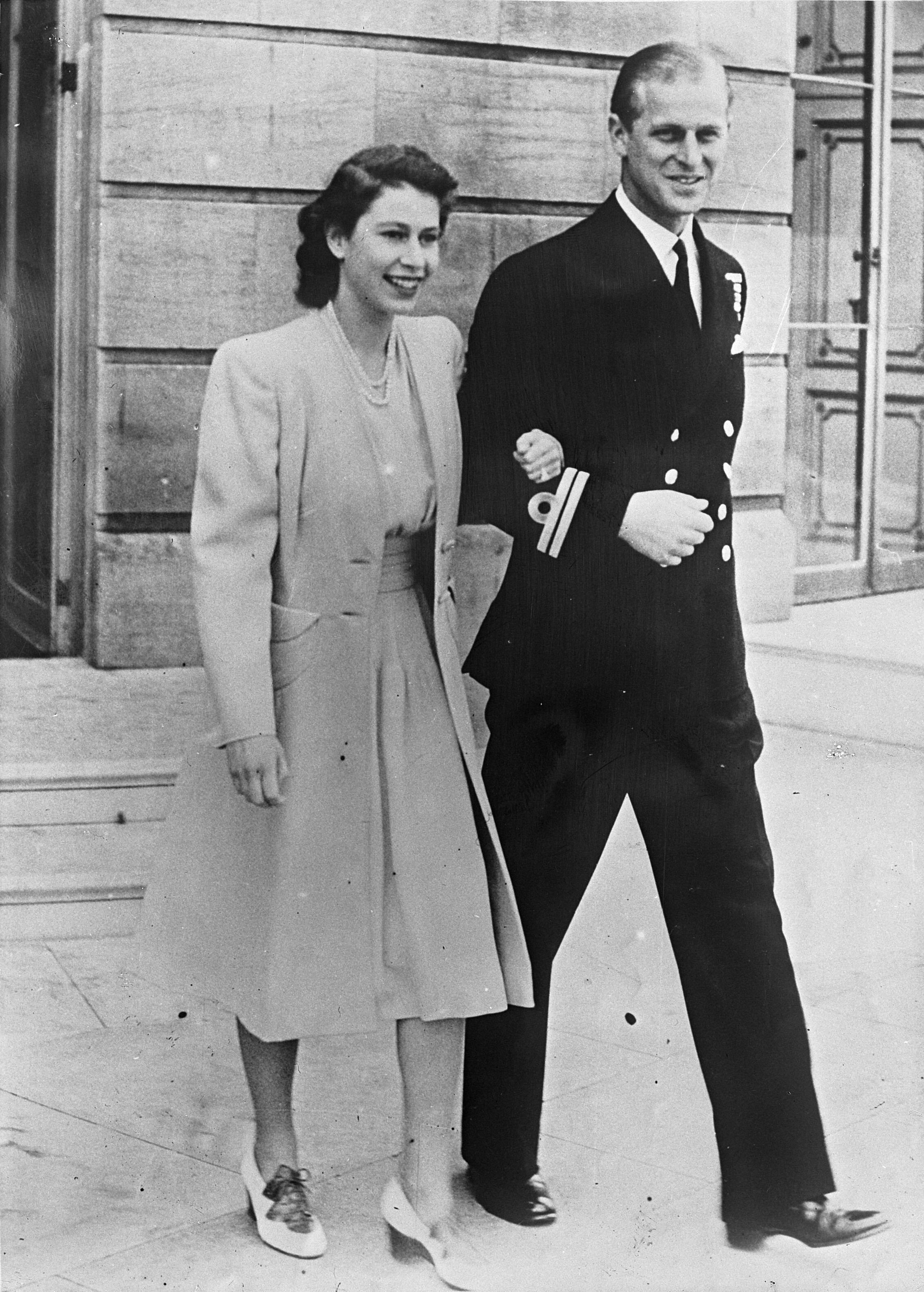
Élisabeth et Philippe en 1947.

La défaite de l'Allemagne et son occupation par les Alliés amènent de nouveaux bouleversements dans la vie des anciennes familles princières allemandes, dont plusieurs représentants (comme Hermine Reuss zu Greiz, Joachim-Ernest d'Anhalt ou Georges de Saxe-Meiningen) périssent aux mains des Soviétiques. Lorsque la guerre se termine, Marguerite et sa famille se retrouvent dans la partie de l'Allemagne occupée par les Américains et leur vie n'est donc pas menacée,. Gottfried est d'ailleurs rapidement nommé administrateur provisoire du district de Crailsheim.
Après le retour à la paix, la révélation des crimes de guerre de la Wehrmacht et de la Shoah, mises en évidence lors du procès de Nuremberg, ont de lourdes répercussions sur les relations des Hohenlohe-Langenbourg avec leur parentèle étrangère. En dépit de ses propres origines germaniques, la princesse Alice de Battenberg développe ainsi un profond dégoût pour le peuple allemand et refuse, jusqu'en 1949, de revenir séjourner dans le pays de ses filles. De son côté, le prince Philippe (devenu officiellement « Philip Mountbatten » en 1947,,) se retrouve dans l'impossibilité d'inviter ses sœurs à l'occasion de son mariage avec la princesse Élisabeth du Royaume-Uni à cause du sentiment anti-allemand qui prévaut en Grande-Bretagne après la guerre,,,.
Conscientes des difficultés auxquelles leur frère doit faire face, Marguerite, Théodora et Sophie considèrent leur mise à l'écart comme un mal nécessaire. Elles ressentent, malgré tout, comme un camouflet l'invitation à la cérémonie de leurs cousines, la reine-mère de Roumanie et la duchesse d'Aoste, toutes deux ressortissantes de pays alliés au Troisième Reich durant le conflit,,,. Harcelées par la presse, qui multiplie les demandes d'interviews auprès d'elles, Marguerite et ses sœurs passent la journée du 20 novembre 1947 au château de Marienburg avec leurs familles. Invitées par le duc et la duchesse de Brunswick, elles y fêtent l'union de leur frère en compagnie de leur cousine Élisabeth de Grèce et du grand-duc et de la grande-duchesse de Hesse-Darmstadt. Quelques jours plus tard, les princesses grecques reçoivent la visite de la reine des Hellènes Frederika (venue leur apporter une lettre de la princesse Alice leur décrivant en détails le mariage) et de la duchesse de Kent.

### Retour à une vie normale

#### Une progressive réintégration au sein du monde des familles royales

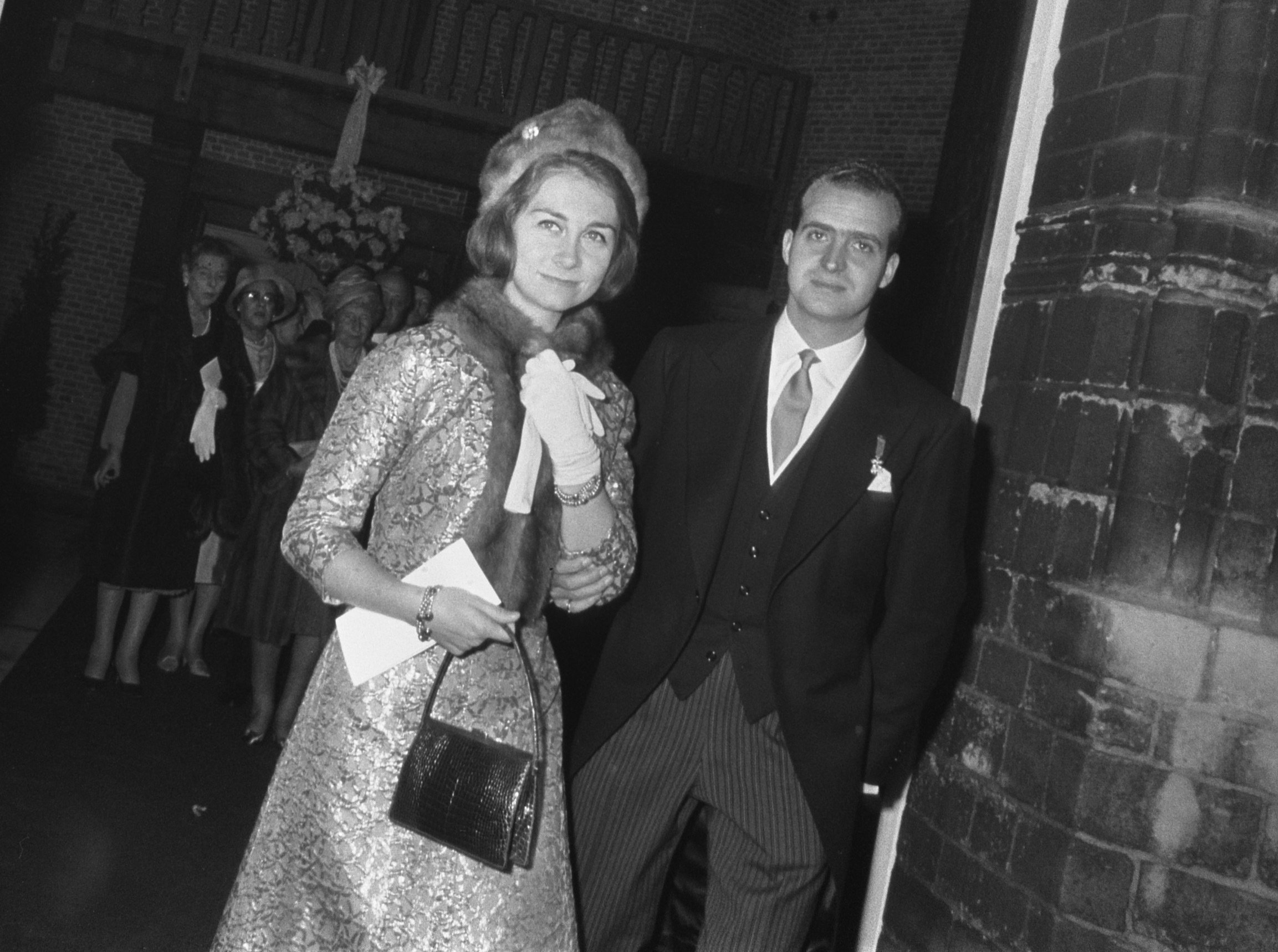
La princesse Sophie de Grèce et l'infant Juan Carlos d'Espagne en 1966.

En mars 1948, Marguerite et ses trois aînés sont conviés à Athènes par la princesse Alice, qui leur offre le voyage grâce à la pension que continue à lui verser Edwina Mountbatten. Invitée à se loger au palais royal par Paul Ier et Frederika, Marguerite se montre ravie de retrouver le pays de son enfance. Dans les années qui suivent, les Hohenlohe-Langenbourg effectuent plusieurs autres séjours en Grèce. En 1954, ils participent ainsi à la « croisière des rois ». En 1962, ils assistent au mariage de la princesse Sophie avec l'infant Juan Carlos. Enfin, en 1963, ils assistent aux festivités organisées dans le cadre du centenaire de la dynastie hellène.
La famille royale de Grèce n'est pas la seule à montrer son désir de renouer avec les Hohenlohe-Langenbourg. En 1950, Marguerite est autorisée à revenir au Royaume-Uni à l'occasion des funérailles de sa grand-mère, la marquise de Milford Haven. Quelques mois plus tard, la princesse est choisie pour être l'une des marraines de sa nièce, la princesse Anne,. Surtout, en 1953, Marguerite, ses sœurs, leurs époux et une partie de leurs enfants sont conviés au couronnement de la reine Élisabeth II,,,. Satisfaite de ne pas avoir été mise une nouvelle fois à l'écart, la princesse de Hohenlohe-Langenbourg n'en constate pas moins avec tristesse l'angoisse de son frère Philippe, qui considère avec appréhension son nouveau statut de prince consort,.
Dans les années 1950, Marguerite et son mari se rendent également en Espagne à plusieurs reprises. Ils y retrouvent différents membres de la parentèle de Gottfried : la princesse Béatrice de Saxe-Cobourg-Gotha et son époux l'infant Alphonse d'Orléans (tante et oncle maternels du prince), la princesse Alexandra de Hohenlohe-Langenbourg (sœur du prince), ainsi que le prince Alfonso de Hohenlohe-Langenbourg et sa femme Ira de Fürstenberg (cousins éloignés du prince).

#### Vie à Langenbourg
En décembre 1950, le prince Ernest II, beau-père de Marguerite, trouve la mort et Gottfried lui succède à la tête de la maison de Hohenlohe-Langenbourg. Le prince hérite alors d'une fortune conséquente, composée de terres agricoles et de forêts, mais aussi de deux châteaux (Langenbourg et Weikersheim) très coûteux à entretenir. Désireux de diversifier ses revenus, Gottfried s'associe à plusieurs aristocrates pour fonder une société d'importation de bois. Le prince cherche en outre à développer le tourisme dans l'ancienne principauté de Hohenlohe-Langenbourg. Après avoir ouvert une cafétéria dans les jardins du château de Langenbourg, il transforme une aile de celui-ci en chambres d'hôtes pour étrangers fortunés.

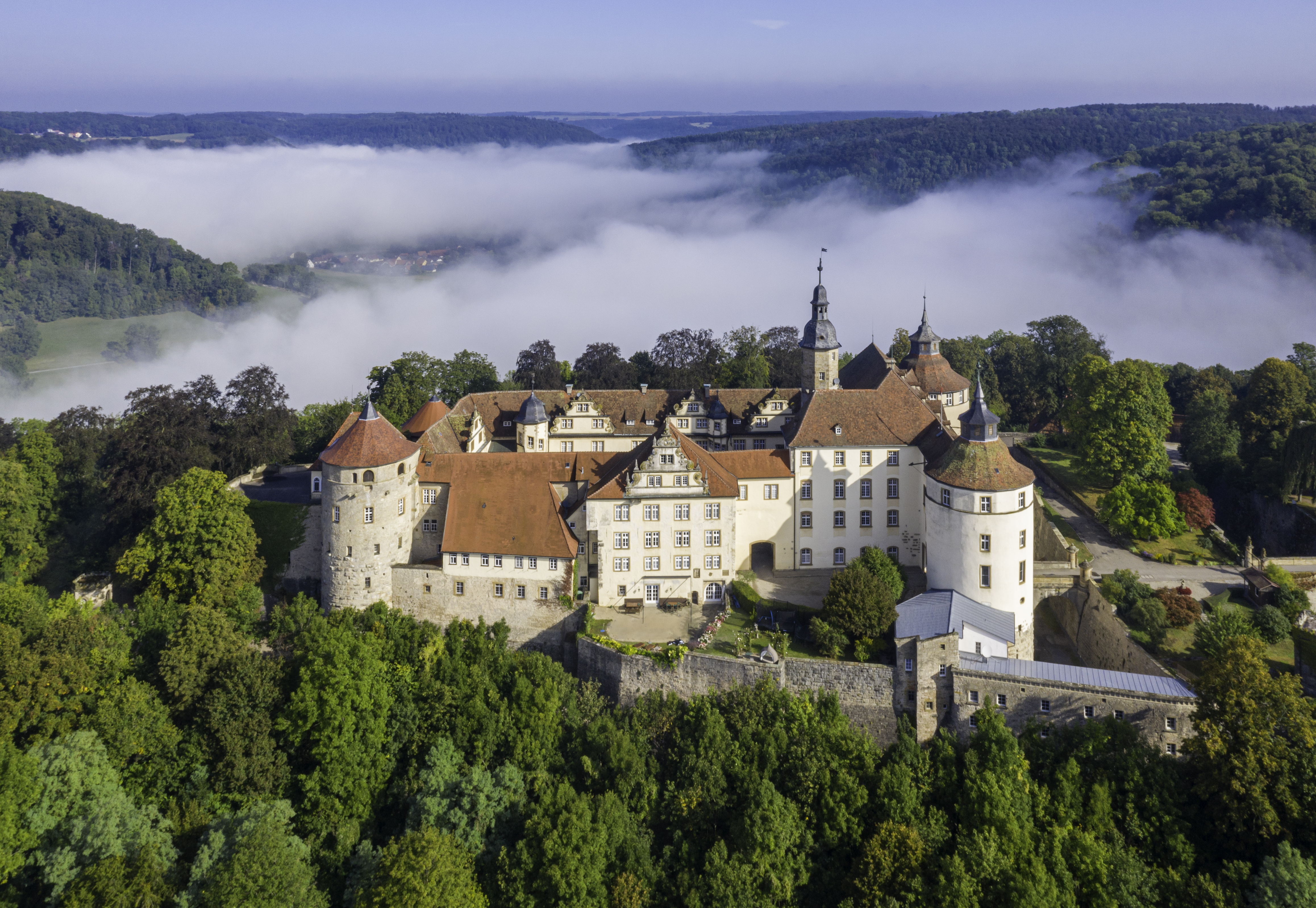
Le château de Langenbourg (2019).

Depuis les années 1930, Marguerite a pris beaucoup de poids, ce qui est source de préoccupation pour ses proches,,. À la fin des années 1950, c'est pourtant l'état de santé de Gottfried qui se dégrade le plus fortement et il meurt le 11 mai 1960,, faisant du prince Kraft, son fils aîné, le nouveau chef de la maison de Hohenlohe-Langenbourg. Très affectée par la disparition de son époux, Marguerite suit néanmoins les conseils de sa mère, qui lui recommande de ne pas se replier sur elle-même et de prendre une part plus active dans la vie sociale. En 1961, la princesse se rend ainsi au mariage d'Edward de Kent avec Katharine Worsley. Peu de temps après, elle participe à une réception donnée en l'honneur du président américain John Fitzgerald Kennedy au palais de Buckingham.
En janvier 1963, un incendie se déclare dans le château de Langenbourg. Aucune victime n'est à déplorer mais les appartements privés de la princesse et nombre de ses souvenirs personnels sont détruits par les flammes. Les dégâts causés au bâtiment sont considérables et obligent le prince Kraft à vendre le château de Weikersheim en 1967 pour financer les travaux de rénovation. Cela n'empêche pas les Hohenlohe-Langenbourg de recevoir la reine Élisabeth II et le prince Philippe dans leur château lors du voyage officiel de ces derniers en Allemagne de l'Ouest en 1965,.
Pour Marguerite, les années 1960 sont également marquées par les mariages de deux de ses enfants. En 1965, le prince Kraft épouse la princesse Charlotte de Croÿ. Puis, en 1969, le prince Georges s'unit à Louise de Schönbourg-Waldenbourg,. Les fiançailles de la princesse Béatrice avec son cousin Maximilien de Bade, fils de Théodora de Grèce, sont par contre rompues en 1961 et la princesse reste célibataire toute sa vie,. Cet événement malheureux n'empêche pas Marguerite de rester proche de sa sœur jusqu'à la mort de celle-ci, en octobre 1969. Bouleversée par la perte de sa cadette, qui n'avait qu'un an de moins qu'elle, Marguerite doit aussi affronter la mort d'Alice de Battenberg deux mois plus tard.

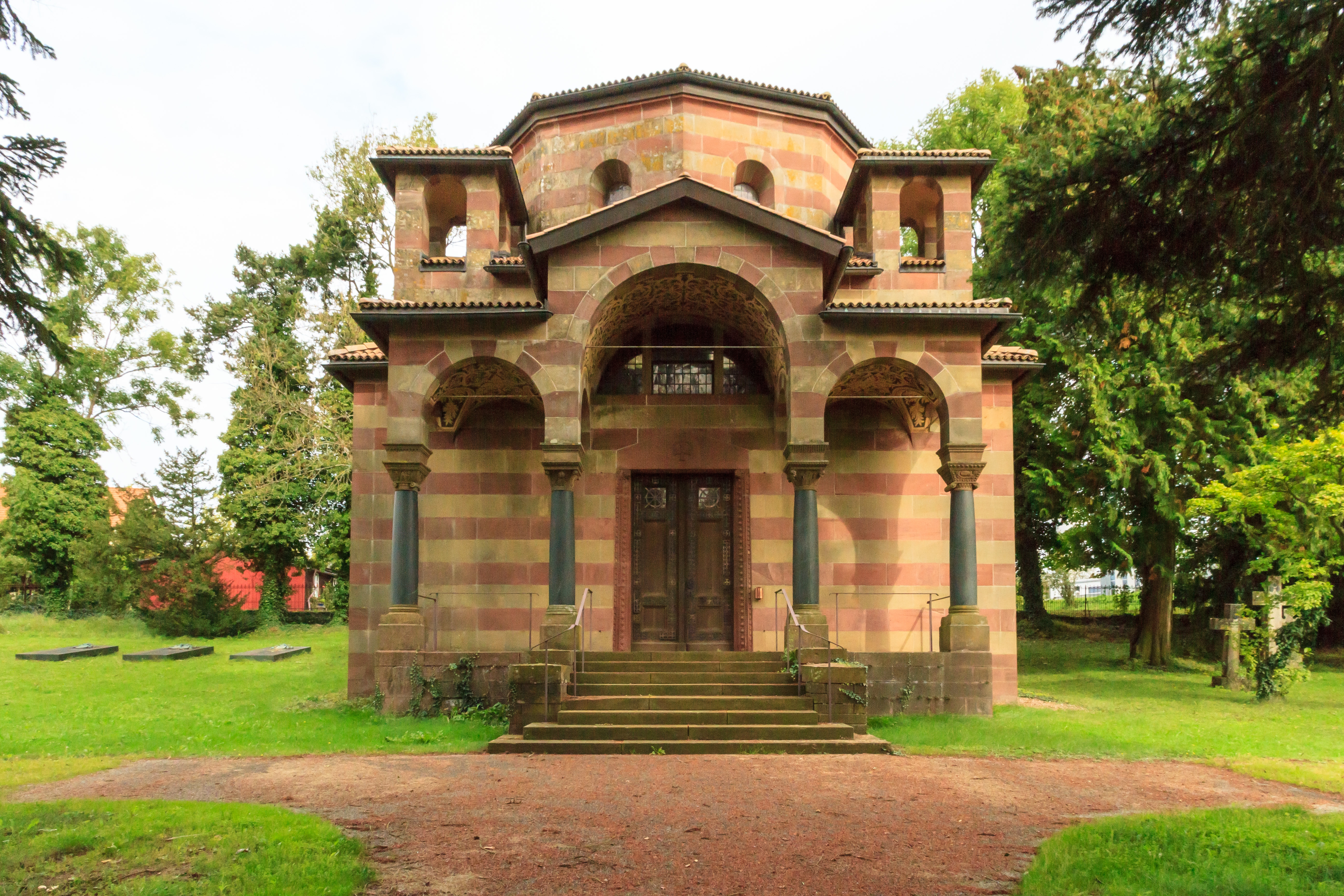
Le mausolée familial des Hohenlohe-Langenbourg, non loin duquel se situe la tombe de Marguerite.

#### Dernières années
Les dernières années de Marguerite sont marquées par le mariage de son fils Albert avec Maria-Hildegard Fischer en 1976, et surtout par le suicide du frère jumeau de celui-ci, Ruprecht, en 1978,.
Marguerite meurt le 24 avril 1981 dans une clinique de Bad Wiessee, en Bavière,. Célébrées en présence du duc d'Édimbourg, ses funérailles se déroulent à Langenbourg, où elle est enterrée au côté de son époux.

## Arbres généalogiques

### Quartiers de la princesse Marguerite
|  |                                                                      |  |  |  |  |  |  |  |  |  |  |  |  |  |  |  |
|  | 16. Frédéric-Guillaume de Schleswig-Holstein-Sonderbourg-Glücksbourg |  |  |  |  |  |  |  |  |  |  |  |  |  |  |  |
|  |                                                                      |  |  |  |  |  |  |  |  |  |  |  |  |  |  |  |
|  |                                                                      |  |  |  |  |  |  |  |  |  |  |  |  |  |  |  |
|  | 8. Christian IX de Danemark                                          |  |  |  |  |  |  |  |  |  |  |  |  |  |  |  |
|  |                                                                      |  |  |  |  |  |  |  |  |  |  |  |  |  |  |  |
|  |                                                                      |  |  |  |  |  |  |  |  |  |  |  |  |  |  |  |
|  | 17. Louise-Caroline de Hesse-Cassel                                  |  |  |  |  |  |  |  |  |  |  |  |  |  |  |  |
|  |                                                                      |  |  |  |  |  |  |  |  |  |  |  |  |  |  |  |
|  |                                                                      |  |  |  |  |  |  |  |  |  |  |  |  |  |  |  |
|  | 4. Georges Ier de Grèce                                              |  |  |  |  |  |  |  |  |  |  |  |  |  |  |  |
|  |                                                                      |  |  |  |  |  |  |  |  |  |  |  |  |  |  |  |
|  |                                                                      |  |  |  |  |  |  |  |  |  |  |  |  |  |  |  |
|  | 18. Guillaume de Hesse-Cassel                                        |  |  |  |  |  |  |  |  |  |  |  |  |  |  |  |
|  |                                                                      |  |  |  |  |  |  |  |  |  |  |  |  |  |  |  |
|  |                                                                      |  |  |  |  |  |  |  |  |  |  |  |  |  |  |  |
|  | 9. Louise de Hesse-Cassel                                            |  |  |  |  |  |  |  |  |  |  |  |  |  |  |  |
|  |                                                                      |  |  |  |  |  |  |  |  |  |  |  |  |  |  |  |
|  |                                                                      |  |  |  |  |  |  |  |  |  |  |  |  |  |  |  |
|  | 19. Louise-Charlotte de Danemark                                     |  |  |  |  |  |  |  |  |  |  |  |  |  |  |  |
|  |                                                                      |  |  |  |  |  |  |  |  |  |  |  |  |  |  |  |
|  |                                                                      |  |  |  |  |  |  |  |  |  |  |  |  |  |  |  |
|  | 2. André de Grèce                                                    |  |  |  |  |  |  |  |  |  |  |  |  |  |  |  |
|  |                                                                      |  |  |  |  |  |  |  |  |  |  |  |  |  |  |  |
|  |                                                                      |  |  |  |  |  |  |  |  |  |  |  |  |  |  |  |
|  | 20. Nicolas Ier de Russie                                            |  |  |  |  |  |  |  |  |  |  |  |  |  |  |  |
|  |                                                                      |  |  |  |  |  |  |  |  |  |  |  |  |  |  |  |
|  |                                                                      |  |  |  |  |  |  |  |  |  |  |  |  |  |  |  |
|  | 10. Constantin Nikolaïevitch de Russie                               |  |  |  |  |  |  |  |  |  |  |  |  |  |  |  |
|  |                                                                      |  |  |  |  |  |  |  |  |  |  |  |  |  |  |  |
|  |                                                                      |  |  |  |  |  |  |  |  |  |  |  |  |  |  |  |
|  | 21. Charlotte de Prusse                                              |  |  |  |  |  |  |  |  |  |  |  |  |  |  |  |
|  |                                                                      |  |  |  |  |  |  |  |  |  |  |  |  |  |  |  |
|  |                                                                      |  |  |  |  |  |  |  |  |  |  |  |  |  |  |  |
|  | 5. Olga Constantinovna de Russie                                     |  |  |  |  |  |  |  |  |  |  |  |  |  |  |  |
|  |                                                                      |  |  |  |  |  |  |  |  |  |  |  |  |  |  |  |
|  |                                                                      |  |  |  |  |  |  |  |  |  |  |  |  |  |  |  |
|  | 22. Joseph de Saxe-Altenbourg                                        |  |  |  |  |  |  |  |  |  |  |  |  |  |  |  |
|  |                                                                      |  |  |  |  |  |  |  |  |  |  |  |  |  |  |  |
|  |                                                                      |  |  |  |  |  |  |  |  |  |  |  |  |  |  |  |
|  | 11. Alexandra de Saxe-Altenbourg                                     |  |  |  |  |  |  |  |  |  |  |  |  |  |  |  |
|  |                                                                      |  |  |  |  |  |  |  |  |  |  |  |  |  |  |  |
|  |                                                                      |  |  |  |  |  |  |  |  |  |  |  |  |  |  |  |
|  | 23. Amélie de Wurtemberg                                             |  |  |  |  |  |  |  |  |  |  |  |  |  |  |  |
|  |                                                                      |  |  |  |  |  |  |  |  |  |  |  |  |  |  |  |
|  |                                                                      |  |  |  |  |  |  |  |  |  |  |  |  |  |  |  |
|  | 1. Marguerite de Grèce                                               |  |  |  |  |  |  |  |  |  |  |  |  |  |  |  |
|  |                                                                      |  |  |  |  |  |  |  |  |  |  |  |  |  |  |  |
|  |                                                                      |  |  |  |  |  |  |  |  |  |  |  |  |  |  |  |
|  | 24. Louis II de Hesse-Darmstadt                                      |  |  |  |  |  |  |  |  |  |  |  |  |  |  |  |
|  |                                                                      |  |  |  |  |  |  |  |  |  |  |  |  |  |  |  |
|  |                                                                      |  |  |  |  |  |  |  |  |  |  |  |  |  |  |  |
|  | 12. Alexandre de Hesse-Darmstadt                                     |  |  |  |  |  |  |  |  |  |  |  |  |  |  |  |
|  |                                                                      |  |  |  |  |  |  |  |  |  |  |  |  |  |  |  |
|  |                                                                      |  |  |  |  |  |  |  |  |  |  |  |  |  |  |  |
|  | 25. Wilhelmine de Bade                                               |  |  |  |  |  |  |  |  |  |  |  |  |  |  |  |
|  |                                                                      |  |  |  |  |  |  |  |  |  |  |  |  |  |  |  |
|  |                                                                      |  |  |  |  |  |  |  |  |  |  |  |  |  |  |  |
|  | 6. Louis de Battenberg                                               |  |  |  |  |  |  |  |  |  |  |  |  |  |  |  |
|  |                                                                      |  |  |  |  |  |  |  |  |  |  |  |  |  |  |  |
|  |                                                                      |  |  |  |  |  |  |  |  |  |  |  |  |  |  |  |
|  | 26. Maurycy Hauke                                                    |  |  |  |  |  |  |  |  |  |  |  |  |  |  |  |
|  |                                                                      |  |  |  |  |  |  |  |  |  |  |  |  |  |  |  |
|  |                                                                      |  |  |  |  |  |  |  |  |  |  |  |  |  |  |  |
|  | 13. Julie von Hauke                                                  |  |  |  |  |  |  |  |  |  |  |  |  |  |  |  |
|  |                                                                      |  |  |  |  |  |  |  |  |  |  |  |  |  |  |  |
|  |                                                                      |  |  |  |  |  |  |  |  |  |  |  |  |  |  |  |
|  | 27. Sophie Lafontaine                                                |  |  |  |  |  |  |  |  |  |  |  |  |  |  |  |
|  |                                                                      |  |  |  |  |  |  |  |  |  |  |  |  |  |  |  |
|  |                                                                      |  |  |  |  |  |  |  |  |  |  |  |  |  |  |  |
|  | 3. Alice de Battenberg                                               |  |  |  |  |  |  |  |  |  |  |  |  |  |  |  |
|  |                                                                      |  |  |  |  |  |  |  |  |  |  |  |  |  |  |  |
|  |                                                                      |  |  |  |  |  |  |  |  |  |  |  |  |  |  |  |
|  | 28. Charles de Hesse-Darmstadt                                       |  |  |  |  |  |  |  |  |  |  |  |  |  |  |  |
|  |                                                                      |  |  |  |  |  |  |  |  |  |  |  |  |  |  |  |
|  |                                                                      |  |  |  |  |  |  |  |  |  |  |  |  |  |  |  |
|  | 14. Louis IV de Hesse-Darmstadt                                      |  |  |  |  |  |  |  |  |  |  |  |  |  |  |  |
|  |                                                                      |  |  |  |  |  |  |  |  |  |  |  |  |  |  |  |
|  |                                                                      |  |  |  |  |  |  |  |  |  |  |  |  |  |  |  |
|  | 29. Élisabeth de Prusse                                              |  |  |  |  |  |  |  |  |  |  |  |  |  |  |  |
|  |                                                                      |  |  |  |  |  |  |  |  |  |  |  |  |  |  |  |
|  |                                                                      |  |  |  |  |  |  |  |  |  |  |  |  |  |  |  |
|  | 7. Victoria de Hesse-Darmstadt                                       |  |  |  |  |  |  |  |  |  |  |  |  |  |  |  |
|  |                                                                      |  |  |  |  |  |  |  |  |  |  |  |  |  |  |  |
|  |                                                                      |  |  |  |  |  |  |  |  |  |  |  |  |  |  |  |
|  | 30. Albert de Saxe-Cobourg-Gotha                                     |  |  |  |  |  |  |  |  |  |  |  |  |  |  |  |
|  |                                                                      |  |  |  |  |  |  |  |  |  |  |  |  |  |  |  |
|  |                                                                      |  |  |  |  |  |  |  |  |  |  |  |  |  |  |  |
|  | 15. Alice du Royaume-Uni                                             |  |  |  |  |  |  |  |  |  |  |  |  |  |  |  |
|  |                                                                      |  |  |  |  |  |  |  |  |  |  |  |  |  |  |  |
|  |                                                                      |  |  |  |  |  |  |  |  |  |  |  |  |  |  |  |
|  | 31. Victoria du Royaume-Uni                                          |  |  |  |  |  |  |  |  |  |  |  |  |  |  |  |
|  |                                                                      |  |  |  |  |  |  |  |  |  |  |  |  |  |  |  |
|  |                                                                      |  |  |  |  |  |  |  |  |  |  |  |  |  |  |  |

### Marguerite et Gottfried dans l'Europe des rois et des princes
|  |  |                                                                  |                                                                  |                                                                  |                                                                  |                                                                  |                                                                  |  |  | Louis, Pce de Battenberg ∞ Victoria, Pcesse de Hesse-Darmstadt | Louis, Pce de Battenberg ∞ Victoria, Pcesse de Hesse-Darmstadt | Louis, Pce de Battenberg ∞ Victoria, Pcesse de Hesse-Darmstadt | Louis, Pce de Battenberg ∞ Victoria, Pcesse de Hesse-Darmstadt | Louis, Pce de Battenberg ∞ Victoria, Pcesse de Hesse-Darmstadt | Louis, Pce de Battenberg ∞ Victoria, Pcesse de Hesse-Darmstadt |  |  |                                                                |                                                                |                                                                |                                                                |                                                                |                                                                |  |  |                                                           |                                                           |                                                           |                                                           | Georges Ier, Roi des Hellènes ∞ Olga, Gde-Dsse de Russie  | Georges Ier, Roi des Hellènes ∞ Olga, Gde-Dsse de Russie  | Georges Ier, Roi des Hellènes ∞ Olga, Gde-Dsse de Russie | Georges Ier, Roi des Hellènes ∞ Olga, Gde-Dsse de Russie | Georges Ier, Roi des Hellènes ∞ Olga, Gde-Dsse de Russie    | Georges Ier, Roi des Hellènes ∞ Olga, Gde-Dsse de Russie    |                                                             |                                                             |                                                                 |                                                                 |                                                                 |                                                                 | Hermann, Gouverneur d'Alsace-Lorraine Léopoldine, Pcesse de Bade | Hermann, Gouverneur d'Alsace-Lorraine Léopoldine, Pcesse de Bade | Hermann, Gouverneur d'Alsace-Lorraine Léopoldine, Pcesse de Bade | Hermann, Gouverneur d'Alsace-Lorraine Léopoldine, Pcesse de Bade | Hermann, Gouverneur d'Alsace-Lorraine Léopoldine, Pcesse de Bade | Hermann, Gouverneur d'Alsace-Lorraine Léopoldine, Pcesse de Bade |  |  |                                                                        |                                                                        |                                                                        |                                                                        |                                                                        |                                                                        |  |  | Alfred Ier, Pce de Saxe-Cobourg-Gotha ∞ Marie, Gde-Dsse de Russie       | Alfred Ier, Pce de Saxe-Cobourg-Gotha ∞ Marie, Gde-Dsse de Russie       | Alfred Ier, Pce de Saxe-Cobourg-Gotha ∞ Marie, Gde-Dsse de Russie       | Alfred Ier, Pce de Saxe-Cobourg-Gotha ∞ Marie, Gde-Dsse de Russie       | Alfred Ier, Pce de Saxe-Cobourg-Gotha ∞ Marie, Gde-Dsse de Russie       | Alfred Ier, Pce de Saxe-Cobourg-Gotha ∞ Marie, Gde-Dsse de Russie       |  |  |                                                                      |                                                                      |                                                                      |                                                                      |                                                                      |                                                                      |  |  |  |  |  |  |  |  |  |  |  |  |  |  |  |  |  |  |  |  |  |  |  |  |  |  |  |  |  |  |  |  |  |  |  |  |  |  |  |  |  |  |
|  |  |                                                                  |                                                                  |                                                                  |                                                                  |                                                                  |                                                                  |  |  | Louis, Pce de Battenberg ∞ Victoria, Pcesse de Hesse-Darmstadt | Louis, Pce de Battenberg ∞ Victoria, Pcesse de Hesse-Darmstadt | Louis, Pce de Battenberg ∞ Victoria, Pcesse de Hesse-Darmstadt | Louis, Pce de Battenberg ∞ Victoria, Pcesse de Hesse-Darmstadt | Louis, Pce de Battenberg ∞ Victoria, Pcesse de Hesse-Darmstadt | Louis, Pce de Battenberg ∞ Victoria, Pcesse de Hesse-Darmstadt |  |  |                                                                |                                                                |                                                                |                                                                |                                                                |                                                                |  |  |                                                           |                                                           |                                                           |                                                           | Georges Ier, Roi des Hellènes ∞ Olga, Gde-Dsse de Russie  | Georges Ier, Roi des Hellènes ∞ Olga, Gde-Dsse de Russie  | Georges Ier, Roi des Hellènes ∞ Olga, Gde-Dsse de Russie | Georges Ier, Roi des Hellènes ∞ Olga, Gde-Dsse de Russie | Georges Ier, Roi des Hellènes ∞ Olga, Gde-Dsse de Russie    | Georges Ier, Roi des Hellènes ∞ Olga, Gde-Dsse de Russie    |                                                             |                                                             |                                                                 |                                                                 |                                                                 |                                                                 | Hermann, Gouverneur d'Alsace-Lorraine Léopoldine, Pcesse de Bade | Hermann, Gouverneur d'Alsace-Lorraine Léopoldine, Pcesse de Bade | Hermann, Gouverneur d'Alsace-Lorraine Léopoldine, Pcesse de Bade | Hermann, Gouverneur d'Alsace-Lorraine Léopoldine, Pcesse de Bade | Hermann, Gouverneur d'Alsace-Lorraine Léopoldine, Pcesse de Bade | Hermann, Gouverneur d'Alsace-Lorraine Léopoldine, Pcesse de Bade |  |  |                                                                        |                                                                        |                                                                        |                                                                        |                                                                        |                                                                        |  |  | Alfred Ier, Pce de Saxe-Cobourg-Gotha ∞ Marie, Gde-Dsse de Russie       | Alfred Ier, Pce de Saxe-Cobourg-Gotha ∞ Marie, Gde-Dsse de Russie       | Alfred Ier, Pce de Saxe-Cobourg-Gotha ∞ Marie, Gde-Dsse de Russie       | Alfred Ier, Pce de Saxe-Cobourg-Gotha ∞ Marie, Gde-Dsse de Russie       | Alfred Ier, Pce de Saxe-Cobourg-Gotha ∞ Marie, Gde-Dsse de Russie       | Alfred Ier, Pce de Saxe-Cobourg-Gotha ∞ Marie, Gde-Dsse de Russie       |  |  |                                                                      |                                                                      |                                                                      |                                                                      |                                                                      |                                                                      |  |  |  |  |  |  |  |  |  |  |  |  |  |  |  |  |  |  |  |  |  |  |  |  |  |  |  |  |  |  |  |  |  |  |  |  |  |  |  |  |  |  |
|  |  |                                                                  |                                                                  |                                                                  |                                                                  |                                                                  |                                                                  |  |  |                                                                |                                                                |                                                                |                                                                |                                                                |                                                                |  |  |                                                                |                                                                |                                                                |                                                                |                                                                |                                                                |  |  |                                                           |                                                           |                                                           |                                                           |                                                           |                                                           |                                                          |                                                          |                                                             |                                                             |                                                             |                                                             |                                                                 |                                                                 |                                                                 |                                                                 |                                                                  |                                                                  |                                                                  |                                                                  |                                                                  |                                                                  |  |  |                                                                        |                                                                        |                                                                        |                                                                        |                                                                        |                                                                        |  |  |                                                                         |                                                                         |                                                                         |                                                                         |                                                                         |                                                                         |  |  |                                                                      |                                                                      |                                                                      |                                                                      |                                                                      |                                                                      |  |  |  |  |  |  |  |  |  |  |  |  |  |  |  |  |  |  |  |  |  |  |  |  |  |  |  |  |  |  |  |  |  |  |  |  |  |  |  |  |  |  |
|  |  | Louis, Vice-roi des Indes ∞ Ewina Ashley                         | Louis, Vice-roi des Indes ∞ Ewina Ashley                         | Louis, Vice-roi des Indes ∞ Ewina Ashley                         | Louis, Vice-roi des Indes ∞ Ewina Ashley                         | Louis, Vice-roi des Indes ∞ Ewina Ashley                         | Louis, Vice-roi des Indes ∞ Ewina Ashley                         |  |  | Louise, Lady Mountbatten ∞ Gustave VI Adolphe, Roi de Suède    | Louise, Lady Mountbatten ∞ Gustave VI Adolphe, Roi de Suède    | Louise, Lady Mountbatten ∞ Gustave VI Adolphe, Roi de Suède    | Louise, Lady Mountbatten ∞ Gustave VI Adolphe, Roi de Suède    | Louise, Lady Mountbatten ∞ Gustave VI Adolphe, Roi de Suède    | Louise, Lady Mountbatten ∞ Gustave VI Adolphe, Roi de Suède    |  |  | Alice, Pcesse de Battenberg                                    | Alice, Pcesse de Battenberg                                    | Alice, Pcesse de Battenberg                                    | Alice, Pcesse de Battenberg                                    | Alice, Pcesse de Battenberg                                    | Alice, Pcesse de Battenberg                                    |  |  | André, Pce de Grèce et de Danemark                        | André, Pce de Grèce et de Danemark                        | André, Pce de Grèce et de Danemark                        | André, Pce de Grèce et de Danemark                        | André, Pce de Grèce et de Danemark                        | André, Pce de Grèce et de Danemark                        |                                                          |                                                          | Constantin Ier, Roi des Hellènes ∞ Sophie, Pcesse de Prusse | Constantin Ier, Roi des Hellènes ∞ Sophie, Pcesse de Prusse | Constantin Ier, Roi des Hellènes ∞ Sophie, Pcesse de Prusse | Constantin Ier, Roi des Hellènes ∞ Sophie, Pcesse de Prusse | Constantin Ier, Roi des Hellènes ∞ Sophie, Pcesse de Prusse     | Constantin Ier, Roi des Hellènes ∞ Sophie, Pcesse de Prusse     |                                                                 |                                                                 | Ernest, Régent de Saxe-Cobourg-Gotha                             | Ernest, Régent de Saxe-Cobourg-Gotha                             | Ernest, Régent de Saxe-Cobourg-Gotha                             | Ernest, Régent de Saxe-Cobourg-Gotha                             | Ernest, Régent de Saxe-Cobourg-Gotha                             | Ernest, Régent de Saxe-Cobourg-Gotha                             |  |  | Alexandra, Pcesse de Saxe-Cobourg-Gotha                                | Alexandra, Pcesse de Saxe-Cobourg-Gotha                                | Alexandra, Pcesse de Saxe-Cobourg-Gotha                                | Alexandra, Pcesse de Saxe-Cobourg-Gotha                                | Alexandra, Pcesse de Saxe-Cobourg-Gotha                                | Alexandra, Pcesse de Saxe-Cobourg-Gotha                                |  |  | Victoria-Mélita, Pcesse de Saxe-Cobourg-Gotha ∞ Cyril, Gd-duc de Russie | Victoria-Mélita, Pcesse de Saxe-Cobourg-Gotha ∞ Cyril, Gd-duc de Russie | Victoria-Mélita, Pcesse de Saxe-Cobourg-Gotha ∞ Cyril, Gd-duc de Russie | Victoria-Mélita, Pcesse de Saxe-Cobourg-Gotha ∞ Cyril, Gd-duc de Russie | Victoria-Mélita, Pcesse de Saxe-Cobourg-Gotha ∞ Cyril, Gd-duc de Russie | Victoria-Mélita, Pcesse de Saxe-Cobourg-Gotha ∞ Cyril, Gd-duc de Russie |  |  | Marie, Pcesse de Saxe-Cobourg-Gotha ∞ Ferdinand Ier, Roi de Roumanie | Marie, Pcesse de Saxe-Cobourg-Gotha ∞ Ferdinand Ier, Roi de Roumanie | Marie, Pcesse de Saxe-Cobourg-Gotha ∞ Ferdinand Ier, Roi de Roumanie | Marie, Pcesse de Saxe-Cobourg-Gotha ∞ Ferdinand Ier, Roi de Roumanie | Marie, Pcesse de Saxe-Cobourg-Gotha ∞ Ferdinand Ier, Roi de Roumanie | Marie, Pcesse de Saxe-Cobourg-Gotha ∞ Ferdinand Ier, Roi de Roumanie |  |  |  |  |  |  |  |  |  |  |  |  |  |  |  |  |  |  |  |  |  |  |  |  |  |  |  |  |  |  |  |  |  |  |  |  |  |  |  |  |  |  |
|  |  | Louis, Vice-roi des Indes ∞ Ewina Ashley                         | Louis, Vice-roi des Indes ∞ Ewina Ashley                         | Louis, Vice-roi des Indes ∞ Ewina Ashley                         | Louis, Vice-roi des Indes ∞ Ewina Ashley                         | Louis, Vice-roi des Indes ∞ Ewina Ashley                         | Louis, Vice-roi des Indes ∞ Ewina Ashley                         |  |  | Louise, Lady Mountbatten ∞ Gustave VI Adolphe, Roi de Suède    | Louise, Lady Mountbatten ∞ Gustave VI Adolphe, Roi de Suède    | Louise, Lady Mountbatten ∞ Gustave VI Adolphe, Roi de Suède    | Louise, Lady Mountbatten ∞ Gustave VI Adolphe, Roi de Suède    | Louise, Lady Mountbatten ∞ Gustave VI Adolphe, Roi de Suède    | Louise, Lady Mountbatten ∞ Gustave VI Adolphe, Roi de Suède    |  |  | Alice, Pcesse de Battenberg                                    | Alice, Pcesse de Battenberg                                    | Alice, Pcesse de Battenberg                                    | Alice, Pcesse de Battenberg                                    | Alice, Pcesse de Battenberg                                    | Alice, Pcesse de Battenberg                                    |  |  | André, Pce de Grèce et de Danemark                        | André, Pce de Grèce et de Danemark                        | André, Pce de Grèce et de Danemark                        | André, Pce de Grèce et de Danemark                        | André, Pce de Grèce et de Danemark                        | André, Pce de Grèce et de Danemark                        |                                                          |                                                          | Constantin Ier, Roi des Hellènes ∞ Sophie, Pcesse de Prusse | Constantin Ier, Roi des Hellènes ∞ Sophie, Pcesse de Prusse | Constantin Ier, Roi des Hellènes ∞ Sophie, Pcesse de Prusse | Constantin Ier, Roi des Hellènes ∞ Sophie, Pcesse de Prusse | Constantin Ier, Roi des Hellènes ∞ Sophie, Pcesse de Prusse     | Constantin Ier, Roi des Hellènes ∞ Sophie, Pcesse de Prusse     |                                                                 |                                                                 | Ernest, Régent de Saxe-Cobourg-Gotha                             | Ernest, Régent de Saxe-Cobourg-Gotha                             | Ernest, Régent de Saxe-Cobourg-Gotha                             | Ernest, Régent de Saxe-Cobourg-Gotha                             | Ernest, Régent de Saxe-Cobourg-Gotha                             | Ernest, Régent de Saxe-Cobourg-Gotha                             |  |  | Alexandra, Pcesse de Saxe-Cobourg-Gotha                                | Alexandra, Pcesse de Saxe-Cobourg-Gotha                                | Alexandra, Pcesse de Saxe-Cobourg-Gotha                                | Alexandra, Pcesse de Saxe-Cobourg-Gotha                                | Alexandra, Pcesse de Saxe-Cobourg-Gotha                                | Alexandra, Pcesse de Saxe-Cobourg-Gotha                                |  |  | Victoria-Mélita, Pcesse de Saxe-Cobourg-Gotha ∞ Cyril, Gd-duc de Russie | Victoria-Mélita, Pcesse de Saxe-Cobourg-Gotha ∞ Cyril, Gd-duc de Russie | Victoria-Mélita, Pcesse de Saxe-Cobourg-Gotha ∞ Cyril, Gd-duc de Russie | Victoria-Mélita, Pcesse de Saxe-Cobourg-Gotha ∞ Cyril, Gd-duc de Russie | Victoria-Mélita, Pcesse de Saxe-Cobourg-Gotha ∞ Cyril, Gd-duc de Russie | Victoria-Mélita, Pcesse de Saxe-Cobourg-Gotha ∞ Cyril, Gd-duc de Russie |  |  | Marie, Pcesse de Saxe-Cobourg-Gotha ∞ Ferdinand Ier, Roi de Roumanie | Marie, Pcesse de Saxe-Cobourg-Gotha ∞ Ferdinand Ier, Roi de Roumanie | Marie, Pcesse de Saxe-Cobourg-Gotha ∞ Ferdinand Ier, Roi de Roumanie | Marie, Pcesse de Saxe-Cobourg-Gotha ∞ Ferdinand Ier, Roi de Roumanie | Marie, Pcesse de Saxe-Cobourg-Gotha ∞ Ferdinand Ier, Roi de Roumanie | Marie, Pcesse de Saxe-Cobourg-Gotha ∞ Ferdinand Ier, Roi de Roumanie |  |  |  |  |  |  |  |  |  |  |  |  |  |  |  |  |  |  |  |  |  |  |  |  |  |  |  |  |  |  |  |  |  |  |  |  |  |  |  |  |  |  |
|  |  |                                                                  |                                                                  |                                                                  |                                                                  |                                                                  |                                                                  |  |  |                                                                |                                                                |                                                                |                                                                |                                                                |                                                                |  |  |                                                                |                                                                |                                                                |                                                                |                                                                |                                                                |  |  |                                                           |                                                           |                                                           |                                                           |                                                           |                                                           |                                                          |                                                          |                                                             |                                                             |                                                             |                                                             |                                                                 |                                                                 |                                                                 |                                                                 |                                                                  |                                                                  |                                                                  |                                                                  |                                                                  |                                                                  |  |  |                                                                        |                                                                        |                                                                        |                                                                        |                                                                        |                                                                        |  |  |                                                                         |                                                                         |                                                                         |                                                                         |                                                                         |                                                                         |  |  |                                                                      |                                                                      |                                                                      |                                                                      |                                                                      |                                                                      |  |  |  |  |  |  |  |  |  |  |  |  |  |  |  |  |  |  |  |  |  |  |  |  |  |  |  |  |  |  |  |  |  |  |  |  |  |  |  |  |  |  |
|  |  |                                                                  |                                                                  |                                                                  |                                                                  |                                                                  |                                                                  |  |  |                                                                |                                                                |                                                                |                                                                |                                                                |                                                                |  |  |                                                                |                                                                |                                                                |                                                                |                                                                |                                                                |  |  |                                                           |                                                           |                                                           |                                                           |                                                           |                                                           |                                                          |                                                          |                                                             |                                                             |                                                             |                                                             |                                                                 |                                                                 |                                                                 |                                                                 |                                                                  |                                                                  |                                                                  |                                                                  |                                                                  |                                                                  |  |  |                                                                        |                                                                        |                                                                        |                                                                        |                                                                        |                                                                        |  |  |                                                                         |                                                                         |                                                                         |                                                                         |                                                                         |                                                                         |  |  |                                                                      |                                                                      |                                                                      |                                                                      |                                                                      |                                                                      |  |  |  |  |  |  |  |  |  |  |  |  |  |  |  |  |  |  |  |  |  |  |  |  |  |  |  |  |  |  |  |  |  |  |  |  |  |  |  |  |  |  |
|  |  | Patricia, Ctesse Mountbatten de Birmanie ∞ John, Baron Brabourne | Patricia, Ctesse Mountbatten de Birmanie ∞ John, Baron Brabourne | Patricia, Ctesse Mountbatten de Birmanie ∞ John, Baron Brabourne | Patricia, Ctesse Mountbatten de Birmanie ∞ John, Baron Brabourne | Patricia, Ctesse Mountbatten de Birmanie ∞ John, Baron Brabourne | Patricia, Ctesse Mountbatten de Birmanie ∞ John, Baron Brabourne |  |  | Cécile, Pcesse de Grèce ∞ Georges-Donatus, Gd-duc de Hesse     | Cécile, Pcesse de Grèce ∞ Georges-Donatus, Gd-duc de Hesse     | Cécile, Pcesse de Grèce ∞ Georges-Donatus, Gd-duc de Hesse     | Cécile, Pcesse de Grèce ∞ Georges-Donatus, Gd-duc de Hesse     | Cécile, Pcesse de Grèce ∞ Georges-Donatus, Gd-duc de Hesse     | Cécile, Pcesse de Grèce ∞ Georges-Donatus, Gd-duc de Hesse     |  |  | Philippe, Duc d'Édimbourg ∞ Élisabeth II, Reine du Royaume-Uni | Philippe, Duc d'Édimbourg ∞ Élisabeth II, Reine du Royaume-Uni | Philippe, Duc d'Édimbourg ∞ Élisabeth II, Reine du Royaume-Uni | Philippe, Duc d'Édimbourg ∞ Élisabeth II, Reine du Royaume-Uni | Philippe, Duc d'Édimbourg ∞ Élisabeth II, Reine du Royaume-Uni | Philippe, Duc d'Édimbourg ∞ Élisabeth II, Reine du Royaume-Uni |  |  | Théodora, Pcesse de Grèce Berthold, Margrave de Bade      | Théodora, Pcesse de Grèce Berthold, Margrave de Bade      | Théodora, Pcesse de Grèce Berthold, Margrave de Bade      | Théodora, Pcesse de Grèce Berthold, Margrave de Bade      | Théodora, Pcesse de Grèce Berthold, Margrave de Bade      | Théodora, Pcesse de Grèce Berthold, Margrave de Bade      |                                                          |                                                          | Marguerite, Pcesse de Grèce                                 | Marguerite, Pcesse de Grèce                                 | Marguerite, Pcesse de Grèce                                 | Marguerite, Pcesse de Grèce                                 | Marguerite, Pcesse de Grèce                                     | Marguerite, Pcesse de Grèce                                     |                                                                 |                                                                 | Gottfried, Pce de Hohenlohe-Langenbourg                          | Gottfried, Pce de Hohenlohe-Langenbourg                          | Gottfried, Pce de Hohenlohe-Langenbourg                          | Gottfried, Pce de Hohenlohe-Langenbourg                          | Gottfried, Pce de Hohenlohe-Langenbourg                          | Gottfried, Pce de Hohenlohe-Langenbourg                          |  |  | Kira, Gde-Dsse de Russie ∞ Louis-Ferdinand, Pce de Prusse              | Kira, Gde-Dsse de Russie ∞ Louis-Ferdinand, Pce de Prusse              | Kira, Gde-Dsse de Russie ∞ Louis-Ferdinand, Pce de Prusse              | Kira, Gde-Dsse de Russie ∞ Louis-Ferdinand, Pce de Prusse              | Kira, Gde-Dsse de Russie ∞ Louis-Ferdinand, Pce de Prusse              | Kira, Gde-Dsse de Russie ∞ Louis-Ferdinand, Pce de Prusse              |  |  | Vladimir, Gd-duc de Russie ∞ Léonida, Pcesse Bagration-Moukhranski      | Vladimir, Gd-duc de Russie ∞ Léonida, Pcesse Bagration-Moukhranski      | Vladimir, Gd-duc de Russie ∞ Léonida, Pcesse Bagration-Moukhranski      | Vladimir, Gd-duc de Russie ∞ Léonida, Pcesse Bagration-Moukhranski      | Vladimir, Gd-duc de Russie ∞ Léonida, Pcesse Bagration-Moukhranski      | Vladimir, Gd-duc de Russie ∞ Léonida, Pcesse Bagration-Moukhranski      |  |  | Carol II, Roi de Roumanie ∞ Hélène, Pcesse de Grèce                  | Carol II, Roi de Roumanie ∞ Hélène, Pcesse de Grèce                  | Carol II, Roi de Roumanie ∞ Hélène, Pcesse de Grèce                  | Carol II, Roi de Roumanie ∞ Hélène, Pcesse de Grèce                  | Carol II, Roi de Roumanie ∞ Hélène, Pcesse de Grèce                  | Carol II, Roi de Roumanie ∞ Hélène, Pcesse de Grèce                  |  |  |  |  |  |  |  |  |  |  |  |  |  |  |  |  |  |  |  |  |  |  |  |  |  |  |  |  |  |  |  |  |  |  |  |  |  |  |  |  |  |  |
|  |  | Patricia, Ctesse Mountbatten de Birmanie ∞ John, Baron Brabourne | Patricia, Ctesse Mountbatten de Birmanie ∞ John, Baron Brabourne | Patricia, Ctesse Mountbatten de Birmanie ∞ John, Baron Brabourne | Patricia, Ctesse Mountbatten de Birmanie ∞ John, Baron Brabourne | Patricia, Ctesse Mountbatten de Birmanie ∞ John, Baron Brabourne | Patricia, Ctesse Mountbatten de Birmanie ∞ John, Baron Brabourne |  |  | Cécile, Pcesse de Grèce ∞ Georges-Donatus, Gd-duc de Hesse     | Cécile, Pcesse de Grèce ∞ Georges-Donatus, Gd-duc de Hesse     | Cécile, Pcesse de Grèce ∞ Georges-Donatus, Gd-duc de Hesse     | Cécile, Pcesse de Grèce ∞ Georges-Donatus, Gd-duc de Hesse     | Cécile, Pcesse de Grèce ∞ Georges-Donatus, Gd-duc de Hesse     | Cécile, Pcesse de Grèce ∞ Georges-Donatus, Gd-duc de Hesse     |  |  | Philippe, Duc d'Édimbourg ∞ Élisabeth II, Reine du Royaume-Uni | Philippe, Duc d'Édimbourg ∞ Élisabeth II, Reine du Royaume-Uni | Philippe, Duc d'Édimbourg ∞ Élisabeth II, Reine du Royaume-Uni | Philippe, Duc d'Édimbourg ∞ Élisabeth II, Reine du Royaume-Uni | Philippe, Duc d'Édimbourg ∞ Élisabeth II, Reine du Royaume-Uni | Philippe, Duc d'Édimbourg ∞ Élisabeth II, Reine du Royaume-Uni |  |  | Théodora, Pcesse de Grèce Berthold, Margrave de Bade      | Théodora, Pcesse de Grèce Berthold, Margrave de Bade      | Théodora, Pcesse de Grèce Berthold, Margrave de Bade      | Théodora, Pcesse de Grèce Berthold, Margrave de Bade      | Théodora, Pcesse de Grèce Berthold, Margrave de Bade      | Théodora, Pcesse de Grèce Berthold, Margrave de Bade      |                                                          |                                                          | Marguerite, Pcesse de Grèce                                 | Marguerite, Pcesse de Grèce                                 | Marguerite, Pcesse de Grèce                                 | Marguerite, Pcesse de Grèce                                 | Marguerite, Pcesse de Grèce                                     | Marguerite, Pcesse de Grèce                                     |                                                                 |                                                                 | Gottfried, Pce de Hohenlohe-Langenbourg                          | Gottfried, Pce de Hohenlohe-Langenbourg                          | Gottfried, Pce de Hohenlohe-Langenbourg                          | Gottfried, Pce de Hohenlohe-Langenbourg                          | Gottfried, Pce de Hohenlohe-Langenbourg                          | Gottfried, Pce de Hohenlohe-Langenbourg                          |  |  | Kira, Gde-Dsse de Russie ∞ Louis-Ferdinand, Pce de Prusse              | Kira, Gde-Dsse de Russie ∞ Louis-Ferdinand, Pce de Prusse              | Kira, Gde-Dsse de Russie ∞ Louis-Ferdinand, Pce de Prusse              | Kira, Gde-Dsse de Russie ∞ Louis-Ferdinand, Pce de Prusse              | Kira, Gde-Dsse de Russie ∞ Louis-Ferdinand, Pce de Prusse              | Kira, Gde-Dsse de Russie ∞ Louis-Ferdinand, Pce de Prusse              |  |  | Vladimir, Gd-duc de Russie ∞ Léonida, Pcesse Bagration-Moukhranski      | Vladimir, Gd-duc de Russie ∞ Léonida, Pcesse Bagration-Moukhranski      | Vladimir, Gd-duc de Russie ∞ Léonida, Pcesse Bagration-Moukhranski      | Vladimir, Gd-duc de Russie ∞ Léonida, Pcesse Bagration-Moukhranski      | Vladimir, Gd-duc de Russie ∞ Léonida, Pcesse Bagration-Moukhranski      | Vladimir, Gd-duc de Russie ∞ Léonida, Pcesse Bagration-Moukhranski      |  |  | Carol II, Roi de Roumanie ∞ Hélène, Pcesse de Grèce                  | Carol II, Roi de Roumanie ∞ Hélène, Pcesse de Grèce                  | Carol II, Roi de Roumanie ∞ Hélène, Pcesse de Grèce                  | Carol II, Roi de Roumanie ∞ Hélène, Pcesse de Grèce                  | Carol II, Roi de Roumanie ∞ Hélène, Pcesse de Grèce                  | Carol II, Roi de Roumanie ∞ Hélène, Pcesse de Grèce                  |  |  |  |  |  |  |  |  |  |  |  |  |  |  |  |  |  |  |  |  |  |  |  |  |  |  |  |  |  |  |  |  |  |  |  |  |  |  |  |  |  |  |
|  |  |                                                                  |                                                                  |                                                                  |                                                                  |                                                                  |                                                                  |  |  |                                                                |                                                                |                                                                |                                                                |                                                                |                                                                |  |  |                                                                |                                                                |                                                                |                                                                |                                                                |                                                                |  |  |                                                           |                                                           |                                                           |                                                           |                                                           |                                                           |                                                          |                                                          |                                                             |                                                             |                                                             |                                                             |                                                                 |                                                                 |                                                                 |                                                                 |                                                                  |                                                                  |                                                                  |                                                                  |                                                                  |                                                                  |  |  |                                                                        |                                                                        |                                                                        |                                                                        |                                                                        |                                                                        |  |  |                                                                         |                                                                         |                                                                         |                                                                         |                                                                         |                                                                         |  |  |                                                                      |                                                                      |                                                                      |                                                                      |                                                                      |                                                                      |  |  |  |  |  |  |  |  |  |  |  |  |  |  |  |  |  |  |  |  |  |  |  |  |  |  |  |  |  |  |  |  |  |  |  |  |  |  |  |  |  |  |
|  |  |                                                                  |                                                                  |                                                                  |                                                                  |                                                                  |                                                                  |  |  |                                                                |                                                                |                                                                |                                                                |                                                                |                                                                |  |  |                                                                |                                                                |                                                                |                                                                |                                                                |                                                                |  |  |                                                           |                                                           |                                                           |                                                           |                                                           |                                                           |                                                          |                                                          |                                                             |                                                             |                                                             |                                                             |                                                                 |                                                                 |                                                                 |                                                                 |                                                                  |                                                                  |                                                                  |                                                                  |                                                                  |                                                                  |  |  |                                                                        |                                                                        |                                                                        |                                                                        |                                                                        |                                                                        |  |  |                                                                         |                                                                         |                                                                         |                                                                         |                                                                         |                                                                         |  |  |                                                                      |                                                                      |                                                                      |                                                                      |                                                                      |                                                                      |  |  |  |  |  |  |  |  |  |  |  |  |  |  |  |  |  |  |  |  |  |  |  |  |  |  |  |  |  |  |  |  |  |  |  |  |  |  |  |  |  |  |
|  |  |                                                                  |                                                                  |                                                                  |                                                                  |                                                                  |                                                                  |  |  | Anne, Pcesse royale ∞ Mark Phillips                            | Anne, Pcesse royale ∞ Mark Phillips                            | Anne, Pcesse royale ∞ Mark Phillips                            | Anne, Pcesse royale ∞ Mark Phillips                            | Anne, Pcesse royale ∞ Mark Phillips                            | Anne, Pcesse royale ∞ Mark Phillips                            |  |  | Charles III, Roi du Royaume-Uni ∞ Diana Spencer                | Charles III, Roi du Royaume-Uni ∞ Diana Spencer                | Charles III, Roi du Royaume-Uni ∞ Diana Spencer                | Charles III, Roi du Royaume-Uni ∞ Diana Spencer                | Charles III, Roi du Royaume-Uni ∞ Diana Spencer                | Charles III, Roi du Royaume-Uni ∞ Diana Spencer                |  |  | Maximilien, Margrave de Bade ∞ Valérie, Pcesse de Toscane | Maximilien, Margrave de Bade ∞ Valérie, Pcesse de Toscane | Maximilien, Margrave de Bade ∞ Valérie, Pcesse de Toscane | Maximilien, Margrave de Bade ∞ Valérie, Pcesse de Toscane | Maximilien, Margrave de Bade ∞ Valérie, Pcesse de Toscane | Maximilien, Margrave de Bade ∞ Valérie, Pcesse de Toscane |                                                          |                                                          |                                                             |                                                             |                                                             |                                                             | Kraft, Pce de Hohenlohe-Langenbourg ∞ Charlotte, Pcesse de Croÿ | Kraft, Pce de Hohenlohe-Langenbourg ∞ Charlotte, Pcesse de Croÿ | Kraft, Pce de Hohenlohe-Langenbourg ∞ Charlotte, Pcesse de Croÿ | Kraft, Pce de Hohenlohe-Langenbourg ∞ Charlotte, Pcesse de Croÿ | Kraft, Pce de Hohenlohe-Langenbourg ∞ Charlotte, Pcesse de Croÿ  | Kraft, Pce de Hohenlohe-Langenbourg ∞ Charlotte, Pcesse de Croÿ  |                                                                  |                                                                  |                                                                  |                                                                  |  |  | Louis-Ferdinand, Pce de Prusse ∞ Donata, Ctesse de Castell-Rüdenhausen | Louis-Ferdinand, Pce de Prusse ∞ Donata, Ctesse de Castell-Rüdenhausen | Louis-Ferdinand, Pce de Prusse ∞ Donata, Ctesse de Castell-Rüdenhausen | Louis-Ferdinand, Pce de Prusse ∞ Donata, Ctesse de Castell-Rüdenhausen | Louis-Ferdinand, Pce de Prusse ∞ Donata, Ctesse de Castell-Rüdenhausen | Louis-Ferdinand, Pce de Prusse ∞ Donata, Ctesse de Castell-Rüdenhausen |  |  | Maria, Gde-Dsse de Russie ∞ François-Guillaume, Pce de Prusse           | Maria, Gde-Dsse de Russie ∞ François-Guillaume, Pce de Prusse           | Maria, Gde-Dsse de Russie ∞ François-Guillaume, Pce de Prusse           | Maria, Gde-Dsse de Russie ∞ François-Guillaume, Pce de Prusse           | Maria, Gde-Dsse de Russie ∞ François-Guillaume, Pce de Prusse           | Maria, Gde-Dsse de Russie ∞ François-Guillaume, Pce de Prusse           |  |  | Michel Ier, Roi de Roumanie ∞ Anne, Pcesse de Parme                  | Michel Ier, Roi de Roumanie ∞ Anne, Pcesse de Parme                  | Michel Ier, Roi de Roumanie ∞ Anne, Pcesse de Parme                  | Michel Ier, Roi de Roumanie ∞ Anne, Pcesse de Parme                  | Michel Ier, Roi de Roumanie ∞ Anne, Pcesse de Parme                  | Michel Ier, Roi de Roumanie ∞ Anne, Pcesse de Parme                  |  |  |  |  |  |  |  |  |  |  |  |  |  |  |  |  |  |  |  |  |  |  |  |  |  |  |  |  |  |  |  |  |  |  |  |  |  |  |  |  |  |  |
|  |  |                                                                  |                                                                  |                                                                  |                                                                  |                                                                  |                                                                  |  |  | Anne, Pcesse royale ∞ Mark Phillips                            | Anne, Pcesse royale ∞ Mark Phillips                            | Anne, Pcesse royale ∞ Mark Phillips                            | Anne, Pcesse royale ∞ Mark Phillips                            | Anne, Pcesse royale ∞ Mark Phillips                            | Anne, Pcesse royale ∞ Mark Phillips                            |  |  | Charles III, Roi du Royaume-Uni ∞ Diana Spencer                | Charles III, Roi du Royaume-Uni ∞ Diana Spencer                | Charles III, Roi du Royaume-Uni ∞ Diana Spencer                | Charles III, Roi du Royaume-Uni ∞ Diana Spencer                | Charles III, Roi du Royaume-Uni ∞ Diana Spencer                | Charles III, Roi du Royaume-Uni ∞ Diana Spencer                |  |  | Maximilien, Margrave de Bade ∞ Valérie, Pcesse de Toscane | Maximilien, Margrave de Bade ∞ Valérie, Pcesse de Toscane | Maximilien, Margrave de Bade ∞ Valérie, Pcesse de Toscane | Maximilien, Margrave de Bade ∞ Valérie, Pcesse de Toscane | Maximilien, Margrave de Bade ∞ Valérie, Pcesse de Toscane | Maximilien, Margrave de Bade ∞ Valérie, Pcesse de Toscane |                                                          |                                                          |                                                             |                                                             |                                                             |                                                             | Kraft, Pce de Hohenlohe-Langenbourg ∞ Charlotte, Pcesse de Croÿ | Kraft, Pce de Hohenlohe-Langenbourg ∞ Charlotte, Pcesse de Croÿ | Kraft, Pce de Hohenlohe-Langenbourg ∞ Charlotte, Pcesse de Croÿ | Kraft, Pce de Hohenlohe-Langenbourg ∞ Charlotte, Pcesse de Croÿ | Kraft, Pce de Hohenlohe-Langenbourg ∞ Charlotte, Pcesse de Croÿ  | Kraft, Pce de Hohenlohe-Langenbourg ∞ Charlotte, Pcesse de Croÿ  |                                                                  |                                                                  |                                                                  |                                                                  |  |  | Louis-Ferdinand, Pce de Prusse ∞ Donata, Ctesse de Castell-Rüdenhausen | Louis-Ferdinand, Pce de Prusse ∞ Donata, Ctesse de Castell-Rüdenhausen | Louis-Ferdinand, Pce de Prusse ∞ Donata, Ctesse de Castell-Rüdenhausen | Louis-Ferdinand, Pce de Prusse ∞ Donata, Ctesse de Castell-Rüdenhausen | Louis-Ferdinand, Pce de Prusse ∞ Donata, Ctesse de Castell-Rüdenhausen | Louis-Ferdinand, Pce de Prusse ∞ Donata, Ctesse de Castell-Rüdenhausen |  |  | Maria, Gde-Dsse de Russie ∞ François-Guillaume, Pce de Prusse           | Maria, Gde-Dsse de Russie ∞ François-Guillaume, Pce de Prusse           | Maria, Gde-Dsse de Russie ∞ François-Guillaume, Pce de Prusse           | Maria, Gde-Dsse de Russie ∞ François-Guillaume, Pce de Prusse           | Maria, Gde-Dsse de Russie ∞ François-Guillaume, Pce de Prusse           | Maria, Gde-Dsse de Russie ∞ François-Guillaume, Pce de Prusse           |  |  | Michel Ier, Roi de Roumanie ∞ Anne, Pcesse de Parme                  | Michel Ier, Roi de Roumanie ∞ Anne, Pcesse de Parme                  | Michel Ier, Roi de Roumanie ∞ Anne, Pcesse de Parme                  | Michel Ier, Roi de Roumanie ∞ Anne, Pcesse de Parme                  | Michel Ier, Roi de Roumanie ∞ Anne, Pcesse de Parme                  | Michel Ier, Roi de Roumanie ∞ Anne, Pcesse de Parme                  |  |  |  |  |  |  |  |  |  |  |  |  |  |  |  |  |  |  |  |  |  |  |  |  |  |  |  |  |  |  |  |  |  |  |  |  |  |  |  |  |  |  |
|  |  |                                                                  |                                                                  |                                                                  |                                                                  |                                                                  |                                                                  |  |  |                                                                |                                                                |                                                                |                                                                |                                                                |                                                                |  |  | William, Pce de Galles ∞ Catherine Middleton                   | William, Pce de Galles ∞ Catherine Middleton                   | William, Pce de Galles ∞ Catherine Middleton                   | William, Pce de Galles ∞ Catherine Middleton                   | William, Pce de Galles ∞ Catherine Middleton                   | William, Pce de Galles ∞ Catherine Middleton                   |  |  | Bernard, Pce de Bade ∞ Stephanie Kaul                     | Bernard, Pce de Bade ∞ Stephanie Kaul                     | Bernard, Pce de Bade ∞ Stephanie Kaul                     | Bernard, Pce de Bade ∞ Stephanie Kaul                     | Bernard, Pce de Bade ∞ Stephanie Kaul                     | Bernard, Pce de Bade ∞ Stephanie Kaul                     |                                                          |                                                          |                                                             |                                                             |                                                             |                                                             | Philippe, Pce de Hohenlohe-Langenbourg ∞ Saskia Binder          | Philippe, Pce de Hohenlohe-Langenbourg ∞ Saskia Binder          | Philippe, Pce de Hohenlohe-Langenbourg ∞ Saskia Binder          | Philippe, Pce de Hohenlohe-Langenbourg ∞ Saskia Binder          | Philippe, Pce de Hohenlohe-Langenbourg ∞ Saskia Binder           | Philippe, Pce de Hohenlohe-Langenbourg ∞ Saskia Binder           |                                                                  |                                                                  |                                                                  |                                                                  |  |  | Georges-Frédéric, Pce de Prusse ∞ Sophie, Pcesse d'Isembourg           | Georges-Frédéric, Pce de Prusse ∞ Sophie, Pcesse d'Isembourg           | Georges-Frédéric, Pce de Prusse ∞ Sophie, Pcesse d'Isembourg           | Georges-Frédéric, Pce de Prusse ∞ Sophie, Pcesse d'Isembourg           | Georges-Frédéric, Pce de Prusse ∞ Sophie, Pcesse d'Isembourg           | Georges-Frédéric, Pce de Prusse ∞ Sophie, Pcesse d'Isembourg           |  |  | Georges, Gd-duc de Russie                                               | Georges, Gd-duc de Russie                                               | Georges, Gd-duc de Russie                                               | Georges, Gd-duc de Russie                                               | Georges, Gd-duc de Russie                                               | Georges, Gd-duc de Russie                                               |  |  | Margareta, Pcesse de Roumanie ∞ Radu Duda                            | Margareta, Pcesse de Roumanie ∞ Radu Duda                            | Margareta, Pcesse de Roumanie ∞ Radu Duda                            | Margareta, Pcesse de Roumanie ∞ Radu Duda                            | Margareta, Pcesse de Roumanie ∞ Radu Duda                            | Margareta, Pcesse de Roumanie ∞ Radu Duda                            |  |  |  |  |  |  |  |  |  |  |  |  |  |  |  |  |  |  |  |  |  |  |  |  |  |  |  |  |  |  |  |  |  |  |  |  |  |  |  |  |  |  |

## Titulature et honneurs

### Titulature
- 18 avril 1905 – 20 avril 1931 : Son Altesse Royale la princesse Marguerite de Grèce et de Danemark ;
- 20 avril 1931 – 11 décembre 1950 : Son Altesse Royale la princesse héréditaire de Hohenlohe-Langenbourg ;
- 11 décembre 1950 – 11 mai 1960 : Son Altesse Royale la princesse de Hohenlohe-Langenbourg ;
- 11 mai 1960 – 24 avril 1981 : Son Altesse Royale la princesse douairière de Hohenlohe-Langenbourg.

### Honneurs
Marguerite de Grèce est :
- Dame grand-croix de l'ordre des Saintes-Olga-et-Sophie (Royaume de Grèce) ;
- Dame commandeur de l'ordre de Bienfaisance (Royaume de Grèce) ;
- Dame grand-croix de l'ordre du Phénix de Hohenlohe (Principauté de Hohenlohe-Langenbourg) ;
- Récipiendaire de la médaille du couronnement d'Élisabeth II (Royaume-Uni).

### Sur Marguerite et la famille royale de Grèce
- (en) Arturo E. Beéche, Michael of Greece et Helen Hemis-Markesinis, The Royal Hellenic dynasty, Eurohistory, 2007, 182 p. (ISBN 978-0-9771961-5-9 et 0-9771961-5-1).
- (en) Marlene A. Eilers Koenig, « Four Sisters, Four Weddings », Royalty Digest Quarterly, no 2,‎ 2021 (ISSN 1653-5219).
- (es) Ricardo Mateos Sainz de Medrano, La Familia de la Reina Sofía : La Dinastía griega, la Casa de Hannover y los reales primos de Europa, Madrid, La Esfera de los Libros, 2004, 573 p. (ISBN 84-9734-195-3).
- (en) John Van der Kiste, Kings of the Hellenes : The Greek Kings, 1863-1974, Sutton Publishing, 1994, 200 p. (ISBN 0-7509-2147-1).

### Sur Marguerite et sa parentèle allemande
- (en) Arturo E. Beéche et Ilana D. Miller, The Grand Ducal House of Hesse, Eurohistory, 2020 (ISBN 1944207082).
- (de) Alma Hannig et Martina Winkelhofer-Thyri, Die Familie Hohenlohe : Eine europäische Dynastie im 19. und 20. Jahrhundert, Cologne, Verlag Böhlau, 2013 (ISBN 978-3-41222201-7).
- (en) Jonathan Petropoulos, Royals and the Reich : The Princes von Hessen in Nazi Germany, Oxford University Press, 2006, 524 p. (ISBN 978-0-19-533927-7, lire en ligne).
- (en) Charlotte Zeepvat, « The other one: Alexandra of Hohenlohe- langenburg », Royalty Digest Quaterly,‎ mars 1993 (ISSN 1653-5219).

### Biographies des proches de Marguerite
- (fr) Celia Bertin, Marie Bonaparte, Paris, Perrin, 1999, 433 p. (ISBN 2-262-01602-X).
- (fr) Philippe Delorme, Philippe d'Édimbourg : Une vie au service de Sa Majesté, Paris, Tallandier, 2017, 301 p. (ISBN 979-10-210-2035-1).
- (en) Philip Eade, Young Prince Philip : His Turbulent Early Life, HarperPress, 2012, 384 p. (ISBN 978-0-00-730539-1 et 0-00-730539-7).
- (en) Tim Heald, The Duke : A Portrait of Prince Philip, Londres, Hodder and Stoughton, 1991, 274 p. (ISBN 0-340-54607-7).
- (en) Hugo Vickers, Alice : Princess Andrew of Greece, Londres, Hamish Hamilton, 2000, 352 p. (ISBN 978-0-241-13686-7).

### Sur l'affaire Vanderbilt
- (en) Barbara Goldsmith, Little Gloria... Happy at Last, Dell, 1981 (ISBN 0-440-15120-1, lire en ligne).

### Bases de données et dictionnaires
- Ressource relative aux beaux-arts :   - National Portrait Gallery
- Notices d'autorité :   - VIAF
  - GND

### Autres liens externes
- Régine de Salens, « La descendance de la princesse Margarita de Grèce », sur Noblesse & Royautés, 16 mars 2010 (consulté le 12 janvier 2021).
- Régine de Salens, « Portrait : Margarita, Theodora, Cecilia et Sophie de Grèce », sur Noblesse & Royautés, 31 janvier 2013 (consulté le 12 janvier 2021).
- (en) Marlene Eilers Koenig, « Margarita of Greece to marry Prince of Hohenlohe-Langenburg », sur Royal Musing, 3 décembre 2010 (consulté le 12 janvier 2021).
- (en) Marlene Eilers Koenig, « Hohenlohe-Langenburg-Greece nuptials date set », sur Royal Musing, 4 avril 2011 (consulté le 12 janvier 2021).